# Armoriale delle famiglie italiane (Mas-Maz)
Questo è l'armoriale delle famiglie italiane il cui cognome inizia con le lettere che vanno da Mas a Maz.

## Armi

### Mas
| Stemma | Casato e blasonatura |
| ------ | --- |
|        | Mas (Sicilia) d'azzurro, con due angioli vestiti di bianco tenenti colle mani una massa d'oro (citato in (32)) Notizie storiche in Famiglie nobili di Sicilia. |

### Masa
| Stemma | Casato e blasonatura                                                                                         |
| ------ | --- |
|        | Masacci (Cesena) (la blasonatura non è stata ancora caricata) (citato in BLCW) Immagine in Blasone Cesenate. |

### Masb
| Stemma | Casato e blasonatura |
| ------ | --- |
|        | Masbel (Palermo) d'azzurro, al castello torricellato d'oro, aperto e finestrato del campo (citato in Mango e in (32)) Notizie storiche in Famiglie nobili di Sicilia. |

### Masc
| Stemma | Casato e blasonatura |
| ------ | --- |
|        | Masca (Pisa) Troncato innestato di nero e d'argento (citato in (26)) |
|        | Mascagni (Prato) D'azzurro, alla banda diminuita d'oro, accompagnata da due stelle a sei punte dello stesso, 1.1 alias D'azzurro, alla banda diminuita d'oro, accompagnata da due stelle a otto punte dello stesso, 1.1 (citato in (26))                                                              |
|        | Mascalzoni (Firenze) Di rosso, alla banda d'azzurro caricata di un crescente d'argento volto nel senso della pezza, e accompagnata da due colombe posate dello stesso, 1.1 (citato in (26)) |
|        | Mascalzoni (Firenze) Inquartato decussato di... e di..., al giglio di... posto nel 1° quarto (citato in (26)) |
|        | Mascambruno (Napoli) Titolo: consignori di San Raffaele D'oro, alla mano d'aquila, di nero (citato in (28)) |
|        | Mascambruno o Comite Mascambruno (Napoli, Benevento) mano di aquila di nero su oro (citato in LEOM) |
|        | Mascarelli (Bra) D'azzurro, allo scaglione d'argento, accompagnato da tre stelle d'oro, due in capo e una in punta Motto: Salus (citato in (28)) |
|        | Mascaretti (Piacenza, La Spezia, Roma, Parma) elmo chiuso di profilo al naturale su rosso - cicogna al naturale ferma su monticello di verde uscente dalla punta su azzurro (citato in LEOM) |
|        | Mascelli (Napoli) 3 gigli di oro su sbarra di azzurro alata a sinistra di oro e a destra di argento su rosso (citato in LEOM) |
|        | Mascheroni-Olmo (Val Brembana) Spaccato; nel 1° d'argento, ad un mastio rotondo di rosso, aperto di nero e merlato alla ghibellina, cimato a sinistra da una banderuola; nel 2° bandato d'argento e di rosso (citato in Stemmi della Val Brembana (archiviato dall'url originale il 6 gennaio 2013).) |
|        | Masciarelli (Abruzzo) D'azzurro alla quercia al naturale nodrita sulla pianura erbosa, sinistrata da un leone d'oro alias D'azzurro a due caprioli d'argento (citato in DAlena) |
|        | Masciarelli (Napoli) Titolo: baroni, nobili d'azzurro alla quercia al naturale sulla pianura erbosa, sinistrata da un leone d'oro (citato in (29)) leone rampante di oro contro un - albero di quercia al naturale su terrazzo di verde su azzurro (citato in LEOM)                                   |
|        | Mascione (Fossalto) (la blasonatura non è stata ancora caricata) (citato in DAlena) |
|        | Mascitelli (Abruzzo) D'argento alla fascia di rosso accompagnata in capo da un albero di pino, nodrito sopra un ristretto di terreno erboso di verde, posta sulla fascia, al cavallo passante, attraversante il pino, il tutto al naturale (citato in DAlena)                                         |

### Mase
| Stemma | Casato e blasonatura |
| ------ | --- |
|        | Maseri (Udine) Gru (citato in DAlena) |
|        | Maseri (Oleis) corvo (uccello) di nero nell'atto di pulirsi la zampa destra fermo sulla troncatura su oro - fascia di argento su rosso (citato in LEOM) |
|        | Masetti (Firenze) Troncato: nel 1° d'argento, alla banda di rosso caricata di tre rose del campo; nel 2° di rosso, a tre catene d'oro, poste in palo e ordinate l'una accanto all'altra (citato in (26)) (DE) Unter 1 silbernen Schildhaupt, darin 1 roter Schrägbalken belegt mit 3 silbernen Blumen, in Rot 3 senkrecht gelegte goldene Ketten (citato in KHIF) |
|        | Masetti (Firenze) 3 rose di argento su banda di rosso su argento - 3 catene di oro poste in palo su rosso - cervo rampante di rosso su argento - capo d'Angiò - torre di argento su terrazzo di verde sostenuta da - 2 leoni controrampanti di oro su azzurro - 3 stelle (8 raggi) di oro poste in fascia in alto su azzurro - monte a 6 cime di verde uscente dalla punta sostenente - leone rampante di rosso su argento - fascia di rosso su azzurro - 2 stelle (8 raggi) di oro poste in banda su azzurro - 3 lune montanti di oro poste in palo su azzurro (citato in LEOM) |
|        | Masetti (Sicilia) D'azzurro, con una nave spiegata d'oro solcante un mare fluttuoso di argento (citato in (32)) Notizie storiche in Famiglie nobili di Sicilia. |
|        | Masetti delle Ruote (Firenze) Di rosso, a tre catene d'oro poste in palo e ordinate l'una accanto all'altra (citato in (26)) |
|        | Masetti-Masucci sbarrato di argento e di rosso al capo di verde caricato di un rastrello a tre gigli d'oro; con la fascia d'oro sulla troncatura (citato in (4) – Vol. II pag. 190) |
|        | Masetti Zannini (Bologna, Ferrara, Brescia) 3 rose di argento su fascia di rosso su oro - leone rampante troncato di argento e di nero su troncato di nero e di argento - capo d'Angiò (citato in LEOM) |

### Masi
| Stemma | Casato e blasonatura |
| ------ | --- |
|        | Masi o Massi (Firenze) D'azzurro, allo scaglione diminuito d'argento, accompagnato da tre rose di rosso, 2.1, e alla fascia diminuita attraversante dello stesso (citato in (26)) (DE) In Blau 1 silberner Sparren, überdeckt von 1 roten Balken und allseitig begleitet von je 1 roten Rose (citato in KHIF) |
|        | Masi (Firenze) D'oro, al palo d'argento, bordato di nero (citato in (26)) alias D'oro, a due pali di nero (citato in (26)) (DE) In Gold 2 schwarze Pfähle (citato in KHIF) |
|        | Masi (Firenze) Troncato di... e di..., alla banda attraversante di... (citato in (26)) |
|        | Masi (Firenze) D'oro, alla banda del campo, bordata di nero e caricata di una spada d'argento, posta nel senso della pezza alias D'oro, alla gemella in banda d'oro racchiudente una spada d'argento posta nel senso della pezza (citato in (26)) |
|        | Masi (Toscana) (DE) 5mal schwarz-silber gespalten (citato in KHIF) |
|        | Masi (Toscana) (DE) In Gold 1 silberbordierter schwarzer Pfahl, beidseitig begleitet von je 1 senkrecht gelegten naturfarbenen Insekt (citato in KHIF) |
|        | Masi (Toscana) (DE) In Silber 1 erniedrigter roter Sparren, oben begleitet von 2, unten von 1 achtstrahligen roten Stern (citato in KHIF) |
|        | Masi (Bologna, Ferrara) scaglione di argento accavallato a fascia di rosso su azzurro - 3 rose di rosso su azzurro poste 2,1 - 2 leoni controrampanti coronati di oro monte a 6 cime di oro cimato da avambraccio destro armato impugnante un pugnale in sbarra tra le anteriori su azzurro (citato in LEOM) |
|        | Masi o Masi della Terza o Masi della Terza delle Ruote (Toscana) (DE) Zwischen 1 silbernen Schildhaupt, darin 1 dreilätziger schwarzer Turnierkragen, und 1 silbernen Schildfuß, darin 1 schwarzer Pfahl, in Blau 1 mit 1 silbernen Edelstein besetzter goldener Fingerring, beidseitig und unten begleitet von je 1 achtstrahligen (citato in KHIF) |
|        | Masi della Ferza (Firenze) D'azzurro, all'anello d'oro incastonato d'argento posto in mezzo a tre stelle a otto punte d'oro, 2.1; con il capo e la campagna d'argento, caricati il primo di un lambello a tre pendenti di nero, e la seconda di un palo dello stesso (citato in (26)) |
|        | Masin (Nizza) Titolo: consignori di Châteauneuf Mareggiato di verde e d'argento, a tre scogli d'argento, male ordinati Motto: Tranquillus in undis (citato in (28)) |
|        | Masini (Cesena, Castelfalcino) Titolo: Patrizi di Cesena, Conti di Castelfalcino d'azzurro, al castello d'argento merlato alla ghibellina, aperto e finestrato di nero (citato in (2) – pag. 116 e in DAlena) castello a 2 torri laterali di argento merlato alla ghibellina aperto e finestrato di nero su azzurro (citato in LEOM) |
|        | Masini (Pietrasanta, Pisa) D'azzurro, a sei stelle a sei punte d'oro, ordinate in cinta (citato in (26)) |
|        | Masini (Firenze) D'argento, a tre scaglioni di nero, e al palo attraversante di rosso alias D'argento, a tre scaglioni di nero, accompagnati in capo da due rose di rosso, e al palo attraversante dello stesso (citato in (26)) |
|        | Masini o Masini di San Tano (Toscana) (DE) Unter 1 blauen Schildhaupt in Silber 1 schreitendes schwarzes Lamm, 1 grünen Schildfuß besetzend (citato in KHIF) |
|        | Masini (Toscana) (DE) In Silber 3 rote Sparren, überdeckt von 1 roten Pfahl und der obere Sparren oben beidseitig begleitet von je 1 roten Rose (citato in KHIF) |
|        | Masini (Pisa, Lunigiana) 6 stelle (6 raggi) di oro poste in orlo su azzurro (citato in LEOM) |
|        | Masini (Cesena) (la blasonatura non è stata ancora caricata) (citato in BLCW) Immagine in Blasone Cesenate. |
|        | Masini Ceffi (Firenze) D'oro, al grugno di cinghiale di rosso, difeso d'argento (citato in (26)) |
|        | Masini Ceffi (Toscana) (DE) In Gold 1 roter Eberkopf (citato in KHIF) |
|        | Masini del Lion Bianco (Firenze) D'azzurro, alla torre d'argento cimata da una figura nascente di guerriero al naturale e tenente una spada dello stesso alias D'azzurro, alla torre d'argento cimata da una figura nascente di guerriero al naturale e tenente una lancia dello stesso (citato in (26)) |
|        | Masini di Ser Tano (Firenze) Troncato: nel 1º d'azzurro pieno; nel 2º d'argento, alla pecora di nero, coricata sul terreno al naturale (citato in (26)) |
|        | Masini Luccetti (Pisa, Lunigiana) 3 pesci lucci di argento posti in fascia un sull'altro su verde - 3 stelle (8 raggi) di oro poste in fascia su azzurro in capo - trangla di rosso (citato in LEOM) |
|        | Masino (Salussoglia) Titolo: conti di Reaglie Fasciato d'oro e di rosso, con la pianticella di canapa di tre rami fioriti, d'argento (citato in (28)) |
|        | Masino (Vercelli, Asti, Torino) Titolo: nobili Di rosso, a tre bande scaccate, di due file, d'azzurro e d'argento, con il capo d'oro, carico di un'aquila di nero (citato in (28)) 3 bande scaccate di argento e di azzurro (2file) su rosso - capo d'Impero (citato in LEOM) alias Di rosso, a tre bande scaccate, di due file, d'azzurro e d'argento (citato in (28)) 3 bande scaccate (2file) di argento e di azzurro su rosso (citato in LEOM) Motto: Spero |
|        | Masino (Borgomasino) Bandato d'oro e di rosso, alla pianticella di gelsomino, d'argento (citato in (28)) |
|        | Masio (Alessandria, Fossano) Titolo: conti di Calvignano D'azzurro, alla quercia addestrata da un leoncino rivoltato, con la fascia attraversante, alzata, il tutto d'oro (citato in (28)) |

### Masn
| Stemma | Casato e blasonatura                                                                    |
| ------ | --------------------------------------------------------------------------------------- |
|        | Masnieri (Firenze) D'argento, alla banda di losanghe accollate di nero (citato in (26)) |

### Maso
| Stemma | Casato e blasonatura |
| ------ | --- |
|        | Masola (Napoli) Titolo: marchese di Trentola, patrizio di Aversa, nobili dei marchesi trinciato e tagliato (inquartato in decusse) d'oro e verde alla mazzola di nero manicata al naturale (citato in (29)) mazzola (grande martello) di nero manicata al naturale posta in palo su inquartato in croce di Sant'Andrea di oro e di verde (citato in LEOM) alias d'azzurro al leone d'oro tenente con la branca destra una mazza ferrata dello stesso, al capo di rosso alla croce d'argento (citato in (29)) leone rampante di oro tenente nella destra una mazza ferrata dello stesso su azzurro - croce di argento su rosso in capo (citato in LEOM) |
|        | Masolini (Prato) Di rosso, alla fascia d'azzurro caricata di tre crescenti volti d'argento, e al capo d'Angiò (citato in (26)) |
|        | Masolini (Bologna, Imola) monte a 6 cime di argento sormontato da - 3 gigli di oro posti in fascia tutto su azzurro (citato in LEOM) |
|        | Masoni (Firenze) D'azzurro, alla volpe rampante al naturale, sostenuta dal terrazzo roccioso dello stesso (citato in (26)) |
|        | Masotti (Firenze) Interzato in fascia: nel 1º scaccato d'oro e d'azzurro; nel 2º d'oro, all'aquila bicipite di nero, coronata dello stesso sulle due teste; nel 3º di rosso, alla campana d'argento (citato in (26)) |

### Masp
| Stemma | Casato e blasonatura |
| ------ | --- |
|        | Masperoni (Rodegno) 2 scaglioni di rosso su - palo dello stesso su argento - sperone di oro posto in fascia rotella a destra su verde in capo (citato in LEOM) |
|        | Masperoni (Rodegno) 4 pali di argento su 2 scaglioni di rosso su argento - capo di verde caricato di uno sperone di oro posto in fascia (citato in LEOM)       |

### Mass
| Stemma | Casato e blasonatura |
| ------ | --- |
|        | Massa (Sicilia) Titolo: conte di S. Giovanni la Punta; duca di Castel di Jaci; principe di Castelforte di rosso, al leone tenente una mazza d'armi; il tutto d'oro (citato in (4) – Vol. III pag. 540) di rosso, con un leone di oro tenente con le zampe una mazza armata di punte del medesimo (citato in (32)) Corona di principe Notizie storiche in Famiglie nobili di Sicilia. |
|        | Massa e Massa Saluzzo (Casalnoceto, Tortona) Titolo: conti di Castelponzano Inquartato, al 1° d'oro, all'aquila di nero bicipite, coronata del campo; al 2° d'azzurro, al leone coronato, d'argento; al 3° d'argento, alla mazza d'armi (alias vomero) d'azzurro; al 4° d'argento alias Partito, al I di Massa, che è troncato, al 1° d'oro, all'aquila di nero bicipite, coronata del campo, al 2° di rosso, al ferro di badile in palo, d'argento; al II troncato, al 1° d'azzurro al leone coronato, d'argento, al 2° d'argento alias Di rosso, al ferro di badile (o vomero), al naturale, con ilo capo d'oro, carico di un'aquila di nero, bicipite, coronata sulle due teste (citato in (28)) |
|        | Massa e Massa Chauvet (Como ?) Titolo: conti di S. Biagio D'azzurro, al leone coronato, tenente una mazza d'armi, il tutto d'oro Motto: Vi et ingenio (citato in (28)) |
|        | Massa (Lecce, Andriano, Napoli, Palermo) Titolo: nobili d'azzurro a tre monti d'oro sostenenti un leone dello stesso tenente una mazza ferrata, accompagnato da una croce di rosso bordata d'oro accostata da due stelle dello stesso (citato in (29)) leone rampante di oro su 3 monti di oro al naturale uscenti dalla punta mazza ferrata tra le anteriori al naturale su azzurro - crocetta di rosso bordata di oro - 2 stelle (8 raggi) di oro in alto su azzurro (citato in LEOM) |
|        | Massa (Palermo, Messina) di rosso, al leone d'oro, impugnante con le zampe del davanti una mazza armata di punte dello stesso (citato in Mango) |
|        | Massa (Cesena) (la blasonatura non è stata ancora caricata) (citato in BLCW) Immagine in Blasone Cesenate. |
|        | Massa Chauvet (Torino) leone rampante coronato di oro mazza d'arme di oro in destra su azzurro (citato in LEOM) |
|        | Massa Saluzzo (Torino) aquila bicipite di nero coronata di oro su oro - leone rampante coronato di argento su azzurro - lama di aratro (vomero) di argento in palo su rosso - argento pieno (citato in LEOM) |
|        | Massa Saluzzo (Torino) ferro di badile (specie di zappa) al naturale su rosso - aquila bicipite di nero coronata su ambo le teste su oro in capo (citato in LEOM) |
|        | Massai (Livorno) D'azzurro, al sinistrocherio di carnagione, sormontato da una stella a otto punte d'oro, e accompagnato da una montagna al naturale uscente dalla punta (citato in (26)) |
|        | Massai (Firenze) monte a piramide formato da massi al naturale su azzurro sormontato da - stella (6 raggi) di oro su azzurro - avambraccio sinistro di carnagione teso uscente da sinistra in alto (citato in LEOM) |
|        | Massaini (Siena) Di..., alla fascia di..., sormontata da una stella a otto punte di... alias Partito: nel 1º di..., alla fascia di... sormontata da una stella a otto punte di...; nel 2º di..., a tre bande di...; con il capo losangato di... e di..., attraversante sulla partizione (citato in (26)) |
|        | Massaioli (Torino, Napoli, Terni) fascia di argento su azzurro - cometa di oro posta in palo in alto su azzurro - monte a forma di piramide formato da globi di argento uscente dalla punta sostenente - aquila di nero di profilo tenente nel becco e nella zampa destra 2 globi di argento su azzurro (citato in LEOM) |
|        | Massajoli (Montegrimano, Nocera Umbra) uccello nibbio al naturale avente in becco una moneta di oro su monte di monete dello stesso su azzurro - cometa in palo di oro in alto su azzurro (citato in LEOM) |
|        | Massajoli (Urbino, San Leo) D'azzurro, alla fascia d'argento circonflessa accompagnata in capo da una cometa d'oro ondeggiante in palo ed in punta da un'aquila di nero sostenuta da un monte di venticinque globi d'argento tenente un globo nel becco ed altro nella zampa destra alzata, entrambi d'argento (citato in (4)) |
|        | Massanelli (Napoli) di azzurro, alla croce composta di 5 fusi d'argento (citato in (2) – pag. 345 e in DAlena) |
|        | Massara de Previde (Vigevano) Titolo: baroni Palato d'argento e d'azzurro (arma antica) alias Partito, d'argento, alla mazza d'armi di nero, e di rosso, il tutto sotto un capo d'oro, carico di un'aquila coronata, di nero alias D'oro, alla fascia palo di rosso, accompagnata in capo da un'aquila coronata di nero, in punta, a sinistra, da un leone armato di mazza d'armi, d'azzurro, coronato del campo (citato in (28)) |
|        | Massarenti (Cesena) (la blasonatura non è stata ancora caricata) (citato in BLCW) Immagine in Blasone Cesenate. |
|        | Massari (Siena) D'oro, al toro furioso al naturale, tenente in palo con le zampe anteriori un tronco nodoso dello stesso (immagine presente nell'Archivio di Stato di Siena) (citato in (26)) alias D'oro, al toro furioso al naturale, tenente in palo con le zampe anteriori una clava dello stesso (citato in (26)) alias D'oro, al toro furioso al naturale, tenente in palo con le zampe anteriori un calice dello stesso (citato in (26)) alias D'oro, al toro furioso d'argento, tenente in palo con le zampe anteriori un tronco nodoso dello stesso (citato in (26)) alias D'oro, al toro furioso d'argento, tenente in palo con le zampe anteriori una clava dello stesso (citato in (26)) alias D'oro, al toro furioso d'argento, tenente in palo con le zampe anteriori un calice dello stesso (citato in (26)) |
|        | Massari (Siena, Monteroni d'Arbia) bue rampante di argento sostenente con le zampe anteriori una clava di verde su oro (citato in LEOM) |
|        | Massari (Ferrara) Biscia (citato in DAlena) |
|        | Massari o Mazzari (Cherasco) Fasciato di rosso e d'argento, al palo d'oro, con il capo d'oro, carico di un'aquila di nero (citato in (28)) |
|        | Massari (Cesena) (la blasonatura non è stata ancora caricata) (citato in BLCW) Immagine in Blasone Cesenate. |
|        | Massari Zavaglia (Ferrara) fascia di oro su azzurro - corona marchionale di oro affiancata da 2 gigli dello stesso su azzurro - colomba della pace di argento su monte a 3 cime di verde uscente dalla punta su azzurro - giglio partito di azzurro e di oro su partito di oro e di azzurro - 2 stelle (6 raggi) di oro nell'azzurro e di azzurro sull'oro poste in sbarra (citato in LEOM) |
|        | Massari Zavaglia (Ferrara) fascia di rosso bordata di oro su azzurro - corona marchionale di oro affiancata da 2 gigli dello stesso su azzurro - colomba della pace di argento su monte a 3 cime di nero uscente dalla punta su azzurro tutto su scudetto su - specchio accollato da serpente di argento su verde - cicogna bevente in un vaso tutto di argento su viola - fede di carnagione su rosso - 2 sbarre di argento su verde - giglio partito di azzurro e di oro su partito di oro e di azzurro - 2 stelle (6 raggi) di oro nell'azzurro e di azzurro sull'oro poste in banda (citato in LEOM) |
|        | Massaria (Vicenza) mezza stella (8 raggi) di rosso uscente dalla troncatura su azzurro - palo increspato di rosso su argento (citato in LEOM) |
|        | Massaroni (Modigliana) D'azzurro, al leone d'oro tenente una spada alta dello stesso; e al capo del campo, sostenuto da una divisa di rosso, e caricato di tre stelle a otto punte d'oro (citato in (26)) |
|        | Massaroni (Firenze) fascia di rosso su azzurro - 3 stelle (8 raggi) di oro poste in fascia su azzurro - leone rampante di oro spada in sbarra dello stesso in destra su azzurro (citato in LEOM) |
|        | Massarucci (Terni) albero al naturale su monte a 3 cime di verde uscente dalla punta su oro (citato in LEOM) |
|        | Massazza (Torino) Titolo: conti di Valdondona Troncato, al 1º d'azzurro, a tre stelle d'oro, con la mezzaluna d'argento montante, in abisso, al 2º di verde, mareggiato d'argento, con il delfino al naturale, nuotante (citato in (28)) |
|        | Massei (Lucca) D'oro, a tre mazze d'arme d'azzurro disposte in ventaglio (citato in (26)) |
|        | Massei (Montepulciano) D'azzurro, a due mazze d'arme decussate d'oro alias Di rosso, al cavaliere armato di tutto punto, sul cavallo galoppante, il tutto d'oro, e al capo cucito d'azzurro caricato di tre gigli d'oro (citato in (26)) |
|        | Massei degli Aitanti (Lucca, Bologna) 3 mazze ferrate al naturale poste a ventaglio su oro (citato in LEOM) |
|        | Massella (Cesena) (la blasonatura non è stata ancora caricata) (citato in BLCW) Immagine in Blasone Cesenate. |
|        | Masselli (Firenze) D'azzurro, all'uccello al naturale posato su un masso d'argento e sormontato da un giglio d'oro (citato in (26)) |
|        | Massena Titolo: consignori di Cavagnolo, Monteu da Po D'azzurro, a tre basilischi d'oro, con il capo d'argento carico di un'aquila coronata, di nero (citato in (28)) |
|        | Masserano (Biella) Titolo: consignori di Castellengo D'azzurro, a due bande d'argento, con il capo di nero (citato in (28)) |
|        | Masserio (Ivrea, Biella) Titolo: nobili Di rosso, a tre fasce d'argento, alla pianticella di canapa, di verde Motto: Si recte tute (citato in (28)) |
|        | Massi (Arezzo) D'azzurro, a due stelle a otto punte d'oro, e al capo del campo sostenuto da una divisa di rosso e caricato di tre gigli d'oro (citato in (26)) |
|        | Massidda (Sardegna) d'argento, al girasole nodrito sulla pianura erbosa, volto verso il sole nel punto destro del capo, il tutto al naturale (citato in (2) – pag. 297 e in DAlena) |
|        | Massidda (Cagliari) Inquartato: nel 1° d'azzurro alla torre aperta e torricellata d'argento, murata di nero e sostenente 3cannoni d'oro fustati di rosso, posti 2 ai fianchi ed uno in mezzo; nel 2° d'argento alla spada di rosso guarnita d'oro, alta posta in sbarra, colla bordatura di rosso; nel 3° d'oro al pugno destro di carnagione con l'indice disteso, esso pugno reciso di rosso e posto in sbarra; nel 4° d'azzurro alla penna d'argento in palo (citato in DAlena) |
|        | Massidda (Santulussurgiu) torre a 2 palchi uscente dalla partizione merlata alla guelfa di argento e armata di 6 cannoni al naturale su verde - pesce (tonno) natante nel mare al naturale su argento - albero di pino nodrito su terrazzo sormontato da - 5 uccelli in volo posti in semicerchio tutto al naturale su argento - sole raggiante di oro su verde (citato in LEOM) |
|        | Massidda (Santulussurgiu, Simala) torre a 2 palchi uscente dalla partizione di argento armata sulla torretta di 3 cannoni di oro su azzurro - spada posta in sbarra punta in alto di rosso manicata di oro su argento - bordura di rosso pieno - mano destra di carnagione recisa posta in sbarra nell'atto di indicare vista di dorso su oro - penna di oca di argento posta in palo su azzurro (citato in LEOM) |
|        | Massidda (Tempio Pausania) fiore di girasole al naturale su terrazzo di verde rivolto verso un - sole di rosso raggiante di oro posto nel canton sinistro del capo tutto su argento (citato in LEOM) |
|        | Massimi (Venasca) Di rosso, al leone d'oro, linguato del campo Motto: Quis resistet? (citato in (28)) |
|        | Massimi (Roma) (la blasonatura non è stata ancora caricata) (Immagine nell' Archivio Storico Capitolino (PDF).) |
|        | Massimi (Roma) (la blasonatura non è stata ancora caricata) (Immagine nell' Archivio Storico Capitolino (PDF) (archiviato dall'url originale il 4 marzo 2016).) |
|        | Massimi (Cesena) (la blasonatura non è stata ancora caricata) (citato in BLCW) Immagine in Blasone Cesenate. |
|        | Massimini (Pistoia) Troncato in scaglione di rosso e d'azzurro, allo scaglione d'oro passato sulla partizione e accompagnato da tre campane dello stesso, 2.1 alias Troncato in scaglione di rosso e d'azzurro, allo scaglione d'oro passato sulla partizione e accompagnato da tre campane d'argento, 2.1 (citato in (26)) |
|        | Massimino o Massimini (Centallo) Titolo: marchese di S. Michele; conte di Bastia, Ceva; consignore di Ceva, Massimino Nome d'uso: Massimino Ceva di San Michele D'oro al braccio vestito d'azzurro, tenente, con la mano di carnagione, un mazzolino di tre pianticelle di margherite, al naturale, con il capo di rosso carico di due rami d'alloro, al naturale, decussati, accompagnati da due crocette d'argento (citato in (28) e in (34)) alias di Ceva, in petto all'aquila imperiale, col motto della casa (citato in (34)) alias inquartato al 1º e 4º di Massimino antico; al 2º e 3º d'azzurro, al decusse ancorato, accantonato da quattro rose, il tutto d'argento (citato in (34)) Cimiero: il leone impugnante un ramoscello d'alloro, nascente Motto: Maxima praestant - Claret                             |
|        | Massimino o Massimino Ceva di San Michele (Torino) braccio destro uscente da destra vestito di azzurro afferrante con la mano di carnagione 3 fiori di margherita posti a ventaglio al naturale su oro - 2 rami di alloro incrociati di verde e affiancati da - 2 croci latine di argento su rosso in capo (citato in LEOM) |
|        | Massimo (Roma) leone rampante rosso incoronato in campo d'argento (citato in (4) – pag.) |
|        | Massimo (Roma) partito: nel primo fasciato d'azzurro e d'argento alla banda d'oro attraversante; nel secondo d'argento al palo fascia d'azzurro, uscente dalla partizione, carico sul palo di sette scudetti del campo, sulla fascia di due scudetti eguali posti nel verso della pezza, la fascia accompagnata da due leoni di rosso, coronati d'argento. (citato in (4) – Vol. IV pag. 478) 9 scudetti di argento su palo fascia di azzurro su - banda di oro su fasciato di azzurro e di argento - leone rampante di rosso coronato di oro su argento (citato in LEOM) Cimiero: Un leone d'oro. Sostegni: Due leoni d'oro affrontati. Motto: Cunctando Restituit |
|        | Massimo (Roma) Titolo: Marchesi di Ortona e Carreto Partito: nel 1° fasciato d'argento e d'azzurro alla banda d'oro attraversante; nel 2° d'argento alla mezza croce d'azzurro movente dalla partizione caricata da 9 scudi del campo ed accantonata da due leoni di roso, armati, linguati e coronati d'oro Partito: nel 1° fasciatod'azzurro e d'argento alla banda d'oro attraversante; nel 2° d'argento alla mezza croce d'azzurro caricata da 7 scudetti d'argento sul palo, e da due sulla fascia, posti nel senso della pezza, accompagnati da due leni di rosso, armati linguati e coronati d'oro Cimiero: il leone dello scudo Motto: Cunctando restituit (citato in DAlena) |
|        | Massimo o Massimi (Saluzzo) D'argento, alla fascia d'azzurro, carica di cinque scudetti del campo, accompagnata da due leoncini di [...], uno in capo e uno in punta (citato in (28)) |
|        | Massini (Cesena) torre (2palchi) di argento su terrazzo di verde merlata alla guelfa su azzurro aperta e finestrata del campo (citato in LEOM) |
|        | Massini (Perugia, Magione) sbarra di rosso attraversante - banda di argento su azzurro accantonate in capo da - stella (6 raggi) di oro su azzurro (citato in LEOM) |
|        | Massola (Genova, Levanto) mazza d'arme al naturale in palo su inquartato in croce di Sant'Andrea di verde e di oro (citato in LEOM) |
|        | Massola (Genova, Levanto) leone rampante di oro mazza d'arme dello stesso in destra su azzurro (citato in LEOM) |
|        | Massola (Genova, Levanto) mazza di argento posta in palo sul primo quarto dell' - inquartato in croce di Sant'Andrea di verde e di oro (citato in LEOM) |
|        | Massoni (Lucca) D'argento, al leone d'azzurro, tenente una mazza d'arme dello stesso (citato in (26)) |
|        | Massoni (Lucca, Firenze) leone rampante tenente con le zampe anteriori una mazza d'arme posta in banda tutto al naturale su argento (citato in LEOM) |
|        | Massonio (Abruzzo) D'argento a tre monti di verde, posti in fascia, quello di mezzo cimato da un albero di quercia ed i due laterali da due ramoscelli pure di quercia al naturale (citato in DAlena) |
|        | Massucci d'argento a tre bande di rosso. Capo d'Angiò sostenuto da una riga di oro (citato in (4) – Vol. II pag. 264) |
|        | Massucci (Firenze) Di..., all'ancora a tre bracci posta in palo di..., talvolta sormontata da una stella a otto punte di...; e al capo palato di quattro pezzi di... e di... (citato in (26)) |

### Mast
| Stemma | Casato e blasonatura |
| ------ | --- |
|        | Mastai (Roma) (la blasonatura non è stata ancora caricata) (Immagine nell' Archivio Storico Capitolino (PDF).) |
|        | Mastai Ferretti (Senigallia, Roma, Massa Carrara) leone rampante coronato di oro posto su palla dello stesso su azzurro - 2 bande di rosso su argento (citato in LEOM) |
|        | Mastellari (Padova) 3 stelle (6 raggi) di rosso poste in fascia sull'argento del troncato di argento e di nero - bordura troncata di nero e di argento (citato in LEOM) |
|        | Mastellone (Napoli) Titolo: barone di Santo Stefano; marchese di Capograssi, Ripalimosano, Pannarano; duca di Limatola, Castelpagano, Pauriana, Salza d'azzurro al bastone al naturale accollato di un serpente piantato sulla vetta di tre monti verdi e sostenuto da due leoni, il tutto al naturale Cimiero: Il leone uscente posto in maestà tenente con la destra una spada e con la sinistra il motto: Nisi lacessitus Motto: Nisi lacessitus (citato in (31)) Notizie storiche in Nobili napoletani. |
|        | Mastelloni (Sorrento) Serpente (citato in DAlena) |
|        | Mastelloni Titolo: Nobili di Corneto (la blasonatura non è stata ancora caricata) (citato in DAlena) |
|        | Mastelloni (Napoli, Tarquinia) Titolo: duca di Castelpagano, marchese di Capograssi, predicato di Campochiaro, Albidona, Sant'Angelo Radiginese, nobili di Tarquinia d'azzurro al bastone al naturale accollato di una serpe su tre monti di verde, sostenuti da due leoni affrontati al naturale (citato in (29)) 2 leoni controrampanti a un bastone in palo accollato da un serpente tutto su 3 monti al naturale uscenti dalla punta su azzurro (citato in LEOM) |
|        | Mastiani (Pisa) Troncato: nel 1º d'oro, all'aquila dal volo spiegato di nero, nascente dalla troncatura e coronata del campo; nel 2º di rosso, a tre spighe di panico ricadenti d'oro, nodrite sulla cima di un monte di sei cime di verde alias Troncato: nel 1º d'oro, all'aquila dal volo spiegato di nero, nascente dalla troncatura e coronata di nero; nel 2º di rosso, a tre spighe di panico ricadenti d'oro, nodrite sulla cima di un monte di sei cime di verde alias Di rosso, a due steli fogliati d'oro, nodriti sulle cime laterali di un monte di sei cime di verde; e al capo d'oro, caricato di un'aquila nascente di nero, coronata dello stesso (citato in (26)) |
|        | Mastiani (Palermo) troncato: nel 1° d'oro, all'aquila spiegata di nero; nel 2° di rosso, al monte a tre cime d'argento, e tre spighe dello stesso nodrite sulle sommità (citato in Mango e in (32)) Notizie storiche in Famiglie nobili di Sicilia. |
|        | Mastiani Brunacci (Pisa) Partito: nel 1º troncato: a/ d'oro, all'aquila spiegata di nero nascente dalla troncatura e coronata del campo, b/ di rosso, a tre spighe di panico ricadenti d'oro, nodrite sulla cima di un monte di sei cime di verde; nel 2º d'argento, a due branche di leone decussate d'oro, accompagnate da tre cipolle al naturale, due in capo e una in punta (citato in (26)) |
|        | Mastiani Brunacci (Pisa) monte a 6 cime di verde cimato da - 3 spighe di panico di oro su rosso - aquila nascente di nero coronata di oro su oro in capo - 2 zampe di leone incrociate di oro accompagnate da - 3 cipolle poste 2,1 di rosso tutto su argento (citato in LEOM) |
|        | Mastini (Mantova, Udine) Cane (citato in DAlena) |
|        | Mastioli (Cesena) (la blasonatura non è stata ancora caricata) (citato in BLCW) Immagine in Blasone Cesenate. |
|        | Mastrandrea (Molfetta) d'argento, al leone di nero, lampassato di rosso e sostenuto da 3 monti di verde, moventi dalla punta, quello di mezzo più alto, alla fascia d'azzurro attraversante (citato in ) |
|        | Mastrilli (Molise, Napoli) Titolo: conte di Casamarciano, Roccarainola; marchese di Gallo, Livardi, San Marzano, Schiava, Selice; duca di Gallo, Marigliano,San Paolo d'oro alla banda azzurra caricata da un giglio francese d'oro (arma antica) alias d'oro alla banda azzurra caricata da un giglio francese d'oro, accompagnato in capo da un rastrello rossoa tre pendenti alias D'oro alla banda d'azzurro, caricata da un giglio d'oro, accompagnata nel capo da un rastrello a tre pendenti di rosso e nella punta da un leone del medesimo D'oro alla banda d'azzurro caricata di un giglio del campo, accompagnata in capo da un lambello di tre pendenti di rosso, e nella punta da un leone dello stesso (citato in DAlena) d'oro alla banda azzurra caricata da un giglio d'oro, accompagnata nel capo da un lambello a tre pendenti rosso e nella punta da un leone rosso (citato in (31)) giglio di oro su banda di azzurro posto nel senso della pezza su oro - lambello (3gocce) di rosso in alto a destra - leone rampante di rosso in basso a sinistra su oro (citato in LEOM) Motto: Sic notuit expertis - Bene facere et laetari - Hinc coetera lumen Notizie storiche in Nobili napoletani. |
|        | Mastrilli o Mastrillo (Sicilia) Titolo: marchese di Turtureti d'oro, alla banda d'azzurro, caricata dal giglio del campo accompagnata in capo da un lambello di nero di quattro gocce, ed in punta da un leone di rosso (citato in DAlena, in Mango e in (32)) Corona di marchese Notizie storiche in Famiglie nobili di Sicilia. |
|        | Mastrogiovanni Tasca (Palermo, Noto) Titolo: principe di Cutò; duca di S. Martino, Fabbriche; marchese di Lucca; conte di Almerita; barone di Miserandino, Fabbrica o Sciabica; signore di Tuzia, S. Margheritanobile dei conti di Almerita d'argento, a quattro fasce d'azzurro; la prima caricata di un sole d'oro; la quarta di un leone, pure d'oro, illeopardito, linguato di rosso (citato in Mango e in (32)) 4 fasce di azzurro su argento - la prima caricata di un sole raggiante di oro - l'ultima da leone passante di oro (citato in LEOM) Cimiero: Sole d'oro in mezzo ad un volo troncato, a destra: d'oro e di rosso, a sinistra, d'azzurro e d'argento Notizie storiche in Famiglie nobili di Sicilia. |
|        | Mastrogiovanni Tasca (Palermo) 4 fasce di azzurro su argento la prima e l'ultima caricate di sole e leone passante di oro - croce di argento su rosso caricata di 9 piccole campane di nero (citato in LEOM) |
|        | Mastrogiudice (Molise, Napoletano) Titolo: patrizio di Napoli e Sorrento; marchese di Montorio, Santomango D'argento a tre fasce di rosso, col capo d'oro pieno (citato in DAlena e in (31)) Notizie storiche in Nobili napoletani. |
|        | Mastrogiudice e Mastrogiudice Sersale (Napoli, Sorrento) Titolo: patrizio napoletano, patrizio di Sorrento di rosso a due fasce d'argento col capo d'oro (citato in (29)) 2 fasce di argento su rosso - oro pieno in capo (citato in LEOM) |
|        | Mastropaolo (Palermo) Titolo: nobile; barone d'azzurro all'aquila coronata fissante un sole destro il tutto d'oro (citato in (29)) d'azzurro, all'aquila coronata fissante un sole orizzontale destro, il tutto d'oro (citato in Mango e in (32)) d'azzurro, con un'aquila spiegata e coronata d'oro mirante i raggi di un sole dello stesso orizzontale a destra (citato in (32)) aquila coronata di oro mirante - sole uscente dal canton sinistro del capo pure di oro tutto su azzurro (citato in LEOM) Corona di barone Notizie storiche in Famiglie nobili di Sicilia. Ulteriori notizie storiche in Famiglie nobili di Sicilia. |
|        | Mastropasqua (Molfetta) spaccato, d'azzurro e di rosso con la fascia d'oro sulla partizione, all'arcobaleno nascente dalla fascia, sormontato da un compasso d'argento, inchiavato d'oro, e accostato da 2 stelle d'oro, in punta 3 monti di verde, quello di mezzo più alto (citato in DAlena e in ) |

### Masu
| Stemma | Casato e blasonatura |
| ------ | --- |
|        | Masu (Svizzera, Aosta) D'argento, al monte d'oro, cucito, con la pianticella di [...] di verde, nutrita sulla vetta, con il capo di rosso, cucito, carico di un liocorno d'argento, passante alias D'azzurro, al monte d'oro, con la pianticella di [...] di verde, nutrita sulla vetta, con il capo di rosso, cucito, carico di un liocorno d'argento, passante (citato in (28)) |
|        | Masufaro (Pisa) Di porpora, alla banda d'argento e alla sbarra attraversante di rosso, accompagnate in capo da una stella a otto punte d'oro (citato in (26)) |

### Mat
| Stemma | Casato e blasonatura |
| ------ | --- |
|        | Mataplana (Sicilia) di rosso, a tre sbarre nodose scorciate d'oro (citato in Mango e in (32)) 3 sbarre scorciate e noderose di oro su rosso (citato in LEOM) Notizie storiche in Famiglie nobili di Sicilia. |
|        | Matarazzo e Matarazzo di Licosa (Napoli, Messina, Castellabate, Resina (Ercolano)) Titolo: conte, predicato di Licosa troncato 1° d'argento all'aquila di nero coronata d'oro, nel 2° scaccato d'argento e di rosso di tre file (citato in (29)) aquila di nero coronata di oro su argento - scaccato di rosso e di argento (9 pezzi) (citato in LEOM) |
|        | Matarazzo (Castellabate) aquila di nero coronata di oro foglia di palma al naturale in destra su argento - scaccato di argento e di rosso (citato in LEOM) |
|        | Matarisi (Tropea) Di rosso allo scaglione rivoltato d'oro (citato in BLCL) Immagine in Tropea Magazine. |
|        | Matas (Fiesole, Firenze) D'azzurro, a due cipressi decussati al naturale, nodriti sul terreno dello stesso, e allo scaglione attraversante d'oro, caricato di tre rose di rosso (citato in (26)) 3 rose di rosso su scaglione di oro su - 2 alberi cipressi uscenti da terrazzo di verde incrociati al naturale su azzurro (citato in LEOM) |
|        | Matas (Ancona) (la blasonatura non è stata ancora caricata) (citato in DAlena) |
|        | Matera (Cosenza) D'argento alla fascia d'azzurro caricata da 3 conchiglie d'oro (citato in DAlena e in BLCL) |
|        | Materassa (Firenze) Di..., al vascello (o barca) di..., con la vela spiegata di..., talvolta navigante sul mare di... (citato in (26)) |
|        | Matheis e De Matteis (Abruzzo) D'oro alla sbarra d'azzurro, caricata di tre stelle d'argento (citato in DAlena) |
|        | Mathis e Mathis Piumato (Bra) Titolo: conti di Cacciorna, Corneliano D'oro, al cespuglio di avellana, di verde, in punta dello scudo, con due conigli dentro il cespuglio, il tutto al naturale, con la fascia d'azzurro, carica di tre stelle del campo, attraversante alias D'oro, all'alloro di verde, fruttato di porpora, con la fascia d'azzurro, carica di tre stelle del campo, attraversante alias D'oro, alla fascia d'azzurro, carica di tre stelle del campo, accompagnata da una pianta di semprevivo, di tre foglie, (di verde), movente dalla punta dello scudo Motto: Iuncta prudentia dextrae (citato in (28)) |
|        | Mati (Firenze) Troncato: nel 1º d'azzurro, al leone leopardito d'oro; nel 2º d'oro, allo stelo di verde, cimato da una spiga del campo e nodrito sul terreno al naturale alias D'oro, allo stelo di verde, cimato da una spiga del campo e nodrito sul terreno al naturale; e al capo d'azzurro, caricato del leone leopardito d'oro alias Troncato: nel 1º di rosso, al leopardo d'oro; nel 2º d'argento, allo stelo di verde uscente dalla punta e cimato da una pannocchia al naturale; e alla fascia diminuita d'azzurro passata sulla troncatura (citato in (26)) |
|        | Mati (Pistoia) D'argento, al monte di sei cime d'oro, sormontato dall'aquila dal volo abbassato di nero (citato in (26)) |
|        | Matina (Ovada) D'argento, a tre bande di verde; col capo d'azzurro, caricato di due stelle di sei raggi d'oro e di un giglio d'argento ordinati a scaglione, sostenuto da una fascia in divisa di rosso (citato in (37)) |
|        | Matracca o Matranca o Matranga (Sicilia) di verde, al braccio armato movente dal fianco sinistro dello scudo impugnante una spada d'argento alta in sbarra, accompagnata nel canton destro del capo da un crescente dello stesso (citato in Mango e in (32)) Notizie storiche in Famiglie nobili di Sicilia. |
|        | Matrenano o Matrignano (la blasonatura non è stata ancora caricata) (citato in DAlena) |
|        | Mattarelli (Vicenza) bandato di rosso e di oro - torso di uomo nudo di carnagione in maestà uscente dalla partizione afferrante con la sinistra una freccia di nero posta in palo punta al basso - luna rivolta di argento a sinistra - 4 stelle (6 raggi) di oro di cui una posta tra le corna della luna a sinistra e 3 poste in banda a destra tutto su azzurro in capo (citato in LEOM) |
|        | Mattei (Firenze) D'azzurro, al leone ascendente un monte di tre cime movente dalla punta, e tenente con la branca anteriore destra un breve sventolante in sbarra, il tutto d'oro alias D'azzurro, al leone ascendente un monte di sei cime movente dalla punta, e tenente con la branca anteriore destra un breve sventolante in sbarra, il tutto d'oro (citato in (26)) |
|        | Mattei (Livorno) Troncato: nel 1º d'oro, all'aquila dal volo spiegato di nero, posata sulla troncatura e coronata del campo; nel 2º scaccato d'argento e d'azzurro, alla banda attraversante d'oro (citato in (26)) |
|        | Mattei (Livorno) aquila al naturale coronata di oro su oro - banda di oro su scaccato di azzurro e di argento (citato in LEOM) |
|        | Mattei (Pistoia) Sbarrato di sei pezzi d'azzurro e d'oro, a sei stelle a otto punte ordinate in banda, una su ciascun pezzo dello sbarrato e dell'uno nell'altro (citato in (26)) |
|        | Mattei (Prato) Partito: nel 1º troncato: a/ d'oro, all'aquila dal volo abbassato di nero, coronata del campo e posata su un monte di tre cime d'argento sorgente dalla troncatura, b/ scaccato d'argento e d'azzurro; nel 2º d'azzurro, al leone d'oro sostenuto da un monte di sei cime dello stesso, e tenente con le branche anteriori un breve d'argento sventolante in palo (citato in (26)) |
|        | Mattei (Prato) aquila di nero coronata di oro su monte a 3 cime di argento uscente dalla partizione su oro - scaccato di azzurro e di argento (6file) - leone rampante di oro su monte a 6 cime dello stesso arco in riposo di argento tra le anteriori su azzurro (citato in LEOM) |
|        | Mattei (Abruzzo) Scaccato d'argento e di nero di otto file, colla banda di roso attraversante sul tutto; al capo d'oro caricato dell'aquila di nero membrata imbeccata e coronata del campo (citato in DAlena) |
|        | Mattei o Matteo o De Mattei (Sicilia) Titolo: barone di Mantana troncato: nel 1° d'argento, all'aquila di nero, al volo abbassato; nel 2° scaccheggiato d'oro e di rosso di cinque file, ed una banda d'argento attraversante sul tutto (citato in Mango e in (32)) Corona di barone Notizie storiche in Famiglie nobili di Sicilia. |
|        | Mattei scaccato di argento e di azzurro di otto file alla cotissa di oro attraversante. Capo d'oro caricato di un'aquila di nero membrata, imbeccata e coronata d'oro (citato in (4) – pag. 399) |
|        | Mattei (Roma) (la blasonatura non è stata ancora caricata) (Immagine nell' Archivio Storico Capitolino (PDF) (archiviato dall'url originale il 4 marzo 2016).) |
|        | Mattei (Veroli, Cave, Roma) interzato in fascia di oro - scaccato (9 pezzi) di azzurro e di argento e - di argento - aquila coronata di nero su oro (citato in LEOM) |
|        | Mattei o Mattei della Scala (Toscana) (DE) In Blau 1 goldener Löwe, von links 1 schwebenden goldenen Sechsberg besteigend und mit 2 Pranken 1 silbernes Band haltend (citato in KHIF) |
|        | Mattei (Cesena) (la blasonatura non è stata ancora caricata) (citato in BLCW) Immagine in Blasone Cesenate. |
|        | Mattei (Tropea) scaccato d'oro e di rosso di cinque (?) file e sei (?) tiri, alla banda d'argento attraversante; col capo d'oro caricato di un'aquila dal volo abbassato di nero, imbeccata e coronata del campo (citato in BLCL) Immagine e notizie storiche in Tropea Magazine. |
|        | Mattei (Tropea) scaccato di argento e di nero di otto file con la banda rossa attraversante il tutto, ed il capo di oro caricato dell'aquila spiegata di nero, membrata, imbeccata e coronata di oro (citato in BLCL) Immagine e notizie storiche in Tropea Magazine. |
|        | Mattei Baldini (Montecassiano) rovere di 4 rami intrecciati di oro uscente dalla troncatura cimata da aquila di nero coronata di oro su azzurro - scaccato di nero e di argento (citato in LEOM) |
|        | Mattei Franchi (Firenze) D'oro, a due pali d'azzurro, e al capo del secondo caricato di un drago del primo (citato in (26)) |
|        | Matteini (Pistoia) D'azzurro, alla gemella in sbarra di rosso, accostata nel lato superiore da due stelle a otto punte d'oro; e al quarto franco destro d'oro, caricato di un leone rivolto di nero (citato in (26)) |
|        | Matteoni da Sommaia (Firenze) D'argento, alla croce di Sant'Andrea d'azzurro (o scaglione ?) (citato in (26)) |
|        | Matteucci (Forlì) d'oro, al braccio di carnagione movente dal fianco sinistro e tenente in mano un grappolo dì uva fogliato al naturale; al capo d'azzurro caricato di tre gigli d'oro ordinati in fascia (citato in (2) – pag. 570 e in DAlena) braccio destro di carnagione uscente da destra reggente un grappolo di uva al naturale fogliato di verde su oro - capo di Francia (citato in LEOM) |
|        | Matteucci (Lucca, Firenze) D'azzurro, al pino d'oro sostenente un'aquila bicipite dal volo abbassato di nero (citato in (26)) albero di pino di argento uscente dalla punta cimato da - aquila bicipite di nero ali abbassate (volo) su azzurro (citato in LEOM) |
|        | Matteucci (San Miniato) Di cielo, al sinistrocherio di carnagione vestito di rosso, tenente un grappolo d'uva al naturale, picciolato e pampinato dello stesso (citato in (26)) |
|        | Matteucci (San Gimignano) D'azzurro, alla banda diminuita di rosso, sostenente un leone leopardito d'oro, e accompagnata in punta da un castello d'argento; il tutto abbassato sotto il capo del campo, caricato dell'aquila dal volo spiegato di... alias D'oro, al toro furioso al naturale (citato in (26)) |
|        | Matteucci (Fermo) aquila sorante posta di profilo di nero afferrante testa di leone al naturale recisa di rosso su monte a 6 cime di oro uscente dalla punta su argento (citato in LEOM) |
|        | Matteucci (Fermo) colomba di argento afferrante testa di leone recisa dello stesso su monte a 6 cime di verde uscente dalla punta su oro (citato in LEOM) |
|        | Matteucci (Fermo) agnello pasquale su monte a 3 cime di verde uscente dalla punta su azzurro (citato in LEOM) |
|        | Matteucci (San Severino Marche) aquila di profilo di nero sorante su - testa di leone di oro posta su - monte a 3 cime di oro uscente dalla punta su azzurro - testa umana di carnagione posta in maestà barbuta in alto su azzurro (citato in LEOM) |
|        | Mattheus (Toscana) (DE) In Silber 1 rund durchbrochenes rotes Tatzenkreuz, 1 roten Ring überdeckend (citato in KHIF) |
|        | Matthews (Fiesole) Gheronato di otto pezzi di rosso e di nero, al leone attraversante d'oro, e con la bordura d'azzurro caricata di otto quadrati di rosso, 3.2.3, sovraccaricati ciascuno di una crocetta patente d'oro; sul tutto d'argento, al canton franco di nero (citato in (26)) |
|        | Matthews (Firenze) scudetto di argento con quartier franco in alto sinistro di nero su - leone rampante di oro su - grembiato di rosso e di nero bordato di azzurro a 8 quadrotti di rosso caricati da una crocetta patente di oro - grande bordura di oro caricata in alto a sinistra da luna montante di azzurro sotto stella (8 raggi) di rosso e a destra da giglio di rosso (citato in LEOM) |
|        | Matthieu (Tortona, Torino) Titolo: conti di Pian Villar D'azzurro, alla fascia d'argento, carica di un volo di nero (citato in (28)) 2 ali (volo) di nero su fascia di argento su azzurro (citato in LEOM) alias D'azzurro, alla fascia d'argento, carica di un elmo di nero (citato in (28)) elmo di nero di profilo su fascia di argento su azzurro (citato in LEOM) |
|        | Mattia di Francesco (Siena) D'azzurro, seminato di crocette d'oro, e alla banda attraversante dello stesso (citato in (26)) |
|        | Mattias (Cagli) (la blasonatura non è stata ancora caricata) (citato in DAlena) |
|        | Mattias (Tivoli) 3 dadi di argento marcati di nero su rosso posti 2,1 (citato in LEOM) |
|        | Mattiazzi (Marostica) Cane (citato in DAlena) |
|        | Mattioli (Siena, Firenze) Troncato d'azzurro e d'oro, al leone dell'uno all'altro, tenente una spada levata d'argento alias Troncato d'azzurro e d'oro, al leone dell'uno all'altro, tenente una spada levata d'argento, con il capo dell'Impero (citato in (26)) |
|        | Mattioli (Bologna) Cane (citato in DAlena) |
|        | Mattioli (Montefalco) (d'azzurro, al leone d'oro tenente con le branche anteriori una spada alta in palo, alla fascia scaccata di tre file di rosso e d'argento) (citato in (33)) |
|        | Mattioli (Gualdo Tadino) drago passante di verde su rosso - 3 stelle (8 raggi) di oro poste in fascia in alto su rosso (citato in LEOM) |
|        | Mattioli (Rimini, Bologna) 2 cavalli correnti rivolti uno di nero su quello di argento su erta uscente dalla partizione in sbarra di verde su azzurro - 3 stelle (8 raggi) di oro poste in sbarra in alto su azzurro - braccio destro uscente da destra vestito di azzurro afferrante con la mano di carnagione 3 rose al naturale stelate e fogliate di verde poste a ventaglio su rosso - 3 stelle (8 raggi) di oro poste in banda in alto su rosso - leone rampante su monte a 3 cime reggente con la sinistra una croce di Malta tutto di argento su rosso - leone corrente rivolto di nero su pendio uscente dalla punta in sbarra di verde - 3 alberi cipressi in palo di verde posti in cima al pendio su azzurro (citato in LEOM) |
|        | Mattioli (Venezia) 3 gigli di argento su fascia di azzurro su - palato di azzurro e di argento (4 pezzi) - mezza aquila bicipite di nero uscente dalla partizione centrale su oro (citato in LEOM) |
|        | Mattioli Pasqualini (Roma, Cingoli, Macerata) monte a 3 cime di verde uscente dalla punta cimato da - colomba sorante al naturale su azzurro - stella (6 raggi) di oro in alto su azzurro - fascia di argento su azzurro - sole raggiante di oro in alto su azzurro - agnello passante su terrazzo uscente dalla punta tutto al naturale su azzurro (citato in LEOM) |
|        | Mattoeto (Saluzzo) D'oro, al pino al naturale alias D'oro, al pino fondato nella pianura erbosa, il tutto al naturale (citato in (28)) |
|        | Mattone (Cuneo) Titolo: conte di Benevello Di rosso, a tre mattoni d'argento, con il capo d'oro all'aquila di nero (citato in (28) e in (34)) |
|        | Mattone (Cuneo, Torino) 3 mattoni ritti in palo posti 2,1 di argento su rosso - capo d'Impero (citato in LEOM) |
|        | Mattoselli (Cesena) (la blasonatura non è stata ancora caricata) (citato in BLCW) Immagine in Blasone Cesenate. |
|        | Mattugliani (Bologna) d'azzurro, a tre fasce scaccate di due file d'azzurro e d'argento (citato in (9) – pag. 542) |
|        | Matus (Toscana) (DE) In Gold 1 schwebender goldener Sechsberg, oben besetzt mit 1 roten Stier (citato in KHIF) |
|        | Matzeu (Cagliari) D'azzurro al mare fluttuoso dal quale esce uno scoglio sormontato da un covone di spighe di grano al naturale, legato di rosso, accompagnato da una sciabola manicata d'oro con la punta all'in su verso il lato sinistro dello scudo e da un'aurora di rosso movente dal cantone destro dello scudo (citato in DAlena) |
|        | Matzeu (Gonostramatza, Collinas) fascio (covone) di spighe al naturale legate di rosso su scoglio uscente da mare ondato di argento su azzurro - spada in sbarra di argento manicata di oro punta in alto su azzurro - sole di oro figurato di rosso su azzurro all'estrema destra del capo (citato in LEOM) |
|        | Matzeu (Gonostramatza, Collinas) scoglio uscente dal mare tutto al naturale sostenente - un fascio (covone) di spighe al naturale legate da un nastro di rosso e sormontato da - una sciabola anche al naturale posta in sbarra punta in alto tutto su azzurro - effetto di aurora uscente dal canton sinistro del capo accennata di rosso su azzurro (citato in LEOM) |

### Mau
| Stemma | Casato e blasonatura |
| ------ | --- |
|        | Maulandi o Maolandi (Sospello) D'oro, alla fenice di rosso, con il capo di concessione di Angria Motto: En mourant je vis (citato in (28)) |
|        | Maures (Firenze) D'azzurro, alla branca di leone d'oro uscente in fascia da sinistra, e tenente una stella a sei punte dello stesso (citato in (26)) |
|        | Mauri (Arezzo) D'azzurro, al gattopardo rampante al naturale, guardante un crescente rivolto d'argento, posto in capo a destra (citato in (26)) |
|        | Mauri (Siena) D'azzurro, alla fascia accompagnata in capo da un crescente montante e in punta da un giglio, il tutto d'oro (citato in (26)) |
|        | Mauri (Roma) (la blasonatura non è stata ancora caricata) (Immagine nell' Archivio Storico Capitolino (PDF) (archiviato dall'url originale il 5 marzo 2016).) |
|        | Mauri Mori (Napoli) Titolo: nobili partito mantellato: nel primo di rosso fasciato d'oro, nel secondo di rosso al braccio destro armato tenente una banderuola svolazzante, nel martello d'azzurro all'albero di gelso al naturale sulla vetta d'oro accompagnata da tre stelle d'argento, sotto un capo d'oro a due teste di moro al naturale bendate di bianco (citato in (29)) albero di gelso al naturale sulla vetta di un monticello di oro uscente dalla punta sormontato da - 3 stelle (6 raggi) di oro poste 1,2 su azzurro - l'azzurro è mantellato di rosso - a sinistra 3 fasce di oro su rosso - a destra braccio destro armato di argento afferrante con la mano di carnagione una banderuola svolazzante a destra posta in banda di oro su rosso - 2 teste di moro al naturale di profilo attorcigliate di argento poste in fascia su oro in capo (citato in LEOM) Motto: Caeca fides |
|        | Mauri Tagliaferri (Spoleto) fascia di oro su azzurro - 4 gigli di oro su azzurro posti 3,1 (citato in LEOM) |
|        | Maurigi (Palermo, Sciacca, Monte San Giuliano) Titolo: nobile dei marchesi, marchesi di Castelmaurigi, conte, barone di Giubbino, Castelmaurigi, delle Chiuse d'azzurro al leone rivoltato e coronato d'oro, al capo cucito d'azzurro di tre gigli posti in fascia (citato in (29) e in (32)) leone rampante coronato rivolto di oro su azzurro - capo di Francia (citato in LEOM) Corona di marchese Cimiero: un'aquila sveva, uscente di nero, coronata d'oro afferrante con gli artigli un nastro col motto Nil ferox fero Motto: Nil ferox fero Notizie storiche in Famiglie nobili di Sicilia. Ulteriori notizie storiche in Famiglie nobili di Sicilia. |
|        | Maurini (Revello) Troncato, d'azzurro, a tre stelle d'oro, e d'argento, al cavallo di nero, ritto Motto: Et in tenebris lucet (citato in (28)) |
|        | Maurizi (Arezzo) D'azzurro, al gattopardo sedente eretto al naturale, guardante un crescente rivolto d'argento, posto in capo a destra; il tutto abbassato sotto il capo di rosso, caricato di una crocetta latina d'argento, coronata d'oro (citato in (26)) |
|        | Maurizi (Camerino) Titolo: conti, nobili veneti, nobili milanesi, nobili di Fossombrone, di Jesi, di Pesaro e San Marino torre a 2 palchi di argento su terrazzo di verde su azzurro aperta e finestrata del campo sormontata da - stella (6 raggi) di oro su azzurro (citato in LEOM) |
|        | Maurizzi (Bologna) d'azzurro, alla banda d'oro bordata d'argento caricata di una farfalla al naturale montante, accompagnata in capo da un sinistrocherio vestito di rosso, movente dal fianco sinistro, colla mano di carnagione; al capo d'Angiò (citato in (2) – pag. 247 e in DAlena) farfalla di argento maculata di nero posta in palo su banda di oro bordata di argento su azzurro - avambraccio sinistro vestito di rosso uscente da destra con la mano di carnagione aperta su azzurro - capo d'Angiò (citato in LEOM) |
|        | Mauro (Cosenza) D'azzurro alla fascia d'argento accompagnata da 4 stelle d'oro, 3 in capo in fascia ed una in punta (citato in DAlena e in BLCL) |
|        | Mauro (Aversa) fascia di argento accompagnata da - 3 stelle (8 raggi) di oro poste in fascia in alto e una simile in basso tutto su azzurro (citato in LEOM) |
|        | Mauro (Messina) d'argento, a tre fasce ondate di rosso, sormontate nel capo da un serpente alato volante dello stesso (citato in DAlena e in Mango) |
|        | Mauro (Sicilia) Titolo: barone d'argento, con un drago passante di rosso (citato in (32)) Corona di barone Notizie storiche in Famiglie nobili di Sicilia. |
|        | Maurogordato (Livorno) D'azzurro, alla fenice di nero, sulla sua immortalità di rosso, riguardante un sole d'oro, posto nel cantone destro del capo (citato in (26)) fenice di nero sulla sua immortalità di rosso mirante - un sole di oro uscente dal canton sinistro del capo tutto su azzurro (citato in LEOM) |
|        | Mauroli o Maroli o Maurolico (Messina) d'azzurro, alla fascia in divisa d'oro, accompagnata nel capo da un cane d'argento, camminante sulla divisa, guardante la stella dello stesso, posta al primo cantone, e nella punta tre losanghe d'oro accollate in fascia (citato in Mango e in (32)) Notizie storiche in Famiglie nobili di Sicilia. |
|        | Mauruzi della Stacciola (Roma, Fano) leone rampante di oro tenente con la destra una spada di argento posta in banda appuntata a - stella (5 raggi) di oro posta in alto a sinistra tutto su rosso (citato in LEOM) |
|        | Mausonio (Abruzzo, Napoli) Spaccato: nel 1° d'oro a mezz'aquila uscente spiegata e coronata di nero; nel 2° d'azzurro a tre monti al naturale posti in capriolo, sormontati da un giglio d'oro; alla fascia di rosso attraversante sulla partizione (citato in DAlena) fascia di rosso su troncato di oro e di azzurro - aquila nascente dalla fascia coronata di nero su oro - monte a 3 cime al naturale uscente dalla punta su azzurro - giglio di oro in alto su azzurro (citato in LEOM) |

### Mav
| Stemma | Casato e blasonatura |
| ------ | --- |
|        | Mavarelli (Perugia) cuscino a 3 fiocchi di argento sostenente - corona di oro trifogliata all'antica accompagnata in capo da - colomba (uccello) in volo al naturale - mare ondeggiato in argento e di verde uscente dalla punta tutto su azzurro (citato in LEOM) |
|        | Mavarelli Druda (Cagli) 3 stelle (6 raggi) di oro su sbarra di azzurro su - leone rampante di oro rivolto tenente con la zampa sinistra una spada al naturale posta in palo tutto su rosso - scala a pioli posta in palo al naturale su argento (citato in LEOM)   |

### Max
| Stemma | Casato e blasonatura |
| ------ | --- |
|        | Maxera o Maschera (Ovada) D'azzurro, alla montagna di verde, caricata da due terrazzamenti dello stesso, sostenuti da due muri di rosso e moventi dalla punta verso la parte destra dello scudo, ai due alberi al naturale, nodriti dal terrazzo superiore e sporgenti nel campo (citato in (37)) |

### May
| Stemma | Casato e blasonatura |
| ------ | --- |
|        | Mayerhofer (Fiesole) Inquartato: nel 1º e 4º d'argento, a due trifogli del campo, con gli steli decussati e nodriti sul terreno al naturale; nel 2º e 3º di rosso, alla gallina rivolta di nero; sul tutto d'argento, all'ape montante al naturale (citato in (26))                       |
|        | Mayneri (Buriasco, Pinerolo, Torino, Trieste) Titolo: conti; baroni Scaccato di otto file e di sei pezzi, d'oro e di nero (citato in (28)) |
|        | Mayneri o Maineri (Torino) scaccato di oro e di nero (citato in LEOM) |
|        | Mayneris (la blasonatura non è stata ancora caricata) (citato in DAlena) |
|        | Mayo (Roma) (la blasonatura non è stata ancora caricata) (Immagine nell' Archivio Storico Capitolino (PDF) (archiviato dall'url originale il 4 marzo 2016).) |
|        | Mayor des Planches (Montreux, Moncalieri) Titolo: nobili; conti Di rosso, al ramo di rosaio di verde, fiorito d'argento, di tre pezzi, nutrito nella punta (citato in (28)) ramo di rosaio di verde fiorito di 3 pezzi posti 1,2 di argento uscente dalla punta su rosso (citato in LEOM) |
|        | Mayor des Planches (Montreux, Moncalieri) collina di verde sostenente - 3 rose di argento stelate e fogliate di verde in palo poste in fascia su rosso (citato in LEOM) |
|        | Mayrhauser (Bolzano) fascia di rosso su troncato di azzurro e di oro - leone rampante di oro nascente dalla fascia reggente con la zampa destra un grappolo di uva di rosso fogliato di verde su azzurro - grifo rampante di nero su oro (citato in LEOM)                                 |

### Maza
| Stemma | Casato e blasonatura |
| ------ | --- |
|        | Maza (Napoli, Salerno) Titolo: patrizi di Salerno d'azzurro a due mazze ferrate d'oro poste in croce di Sant'Andrea legate ad una catena dello stesso (citato in (29)) 2 mazze ferrate di oro incrociate e legate da una catena dello stesso su azzurro (citato in LEOM) |
|        | Mazara o Mazzara (Abruzzo) Titolo: Marchesi di Torre de' Passeri D'argento alla fascia di nero, accompagnata in punta dalla pila rivoltata del medesimo Motto: Malo mori quam foedari (citato in DAlena) |
|        | Mazara o Mazzara (Abruzzo) Inquartato: nel 1° e 4° spaccato d'azzurro e d'oro, alla punta di nero; nel 2° d'argento pieno; nel 3° d'argento al monte di cinque cime movente dalla punta e sostenente una rosa al naturale; alla bordura d'argento caricata dal motto: MALO MORI QUAM FOEDARI di nero; sul tutto spaccato d'azzurro e d'oro, alla punta di nero (citato in DAlena) |
|        | Mazara (Sicilia) diviso d'azzurro e d'oro, con un grembo di nero nel secondo (citato in (32)) Notizie storiche in Famiglie nobili di Sicilia. |
|        | Mazara (Tropea) d'azzurro al satiro al naturale tenente impugnata una clava d'oro in sbarra (citato in BLCL) in campo azzurro caricata di un satiro tenente una mazza nodosa brandita (citato in BLCL) Immagine e notizie storiche in Tropea Magazine. |
|        | Mazarini o Mazzarini (Abruzzo) D'azzurro all'ascia consolare d'argento, fustata d'oro, circondata da un fascio dello stesso d'argento posto in palo con la fascia di rosso, caricate di tre stelle d'oro, attraversante sul tutto (citato in DAlena) |
|        | Mazarino (Sicilia) d'argento, con l'asta d'arme fustata d'oro, circondata da un fascio di verghe dello stesso, legate d'argento, e la divisa di rosso caricata da tré stelle d'oro attraversante sul tutto (citato in (32)) Notizie storiche in Famiglie nobili di Sicilia. |

### Maze
| Stemma | Casato e blasonatura |
| ------ | --- |
|        | Mazé (Nivernais, Torino) Titolo: conti di Mombello Palato d'argento e d'azzurro, al capo del secondo, carico di due colombe, con il ramoscello d'olivo nel becco, al naturale (citato in (28)) |
|        | Mazé de la Roche (Saint.Louis-des-Bois, Torino) Titolo: conti Palato d'argento e d'azzurro, al capo del secondo, carico di due colombe, con il ramoscello d'olivo nel becco, al naturale (citato in DAlena) palato di argento e di azzurro - 2 colombe della pace al naturale passanti sulla partizione su azzurro in capo (citato in LEOM) |

### Mazza
| Stemma | Casato e blasonatura |
| ------ | --- |
|        | Mazza (Arezzo) D'azzurro, al leone leopardito d'oro, tenente con la branca destra una mazza d'arme al naturale, e sostenuto dalla campagna bandata di otto pezzi d'argento e di rosso; il tutto sormontato da un'aquila dal volo spiegato di nero, coronata d'oro alias D'azzurro, al leone leopardito d'oro, tenente con la branca destra una clava al naturale, e sostenuto dalla campagna bandata di otto pezzi d'argento e di rosso; il tutto sormontato da un'aquila dal volo spiegato di nero, coronata d'oro alias Troncato: nel 1º d'azzurro, al leone leopardito d'oro, tenente con la branca destra una clava al naturale; nel 2º bandato di otto pezzi d'argento e di rosso; al capo d'azzurro caricato dell'aquila dal volo spiegato di nero, coronata d'oro (citato in (26)) |
|        | Mazza (Rivanazzano, Predosa, Roma) Titolo: conti D'argento, alla torre di pietra, accompagnata da un braccio armato, tenente con la mano di carnagione una mazza d'arme, posta in banda e in atto di battere la torre, il tutto al naturale (citato in (28)) torre al naturale su argento - braccio destro armato ristretto posto in alto a destra in posizione palo sbarra tenente con la mano di carnagione una mazza posta in banda in atto di battere la torre tutto al naturale su argento (citato in LEOM) Motto: Nec frangar |
|        | Mazza e Mazza Tedeschi (Messina, Catania) Titolo: barone di Villallegra e San Todaro, di Toscano e di Mandrile, Sellia; nobile dei baroni d'azzurro a due mazze d'armi decusse e legate d'oro (citato in (29) e in Mango) d'azzurro, a due mazze d'armi decussate e legate, il tutto d'oro (citato in (32)) alias d'azzurro, con due mazze armate di punte d'oro passate in Sant'Andrea, legate di rosso (citato in (32)) Corona di barone Notizie storiche in Famiglie nobili di Sicilia. Ulteriori notizie storiche in Famiglie nobili di Sicilia. |
|        | Mazza (Sicilia) d'azzurro a due mazze d'armi decussate d'argento, manicate d'oro alias d'azzurro, con tre mazze armate impugnate d'argento, manicate d'oro, alla fascia d'oro attraversante (Immagine nella Raccolta stemmi Trippini (JPG).) |
|        | Mazza (Ovada) Di verde, al leone di rosso, tenente tra le branche una mazza d'armi d'oro, posta in banda (citato in (37)) |
|        | Mazza (Ferrara) fascia di rosso su azzurro - 3 stelle (6 raggi) di oro poste 1,2 in alto su azzurro - braccio destro armato di argento uscente da destra tenente con la mano di carnagione una mazza ferrata di argento posta in sbarra su azzurro in basso (citato in LEOM) |
|        | Mazza (Cesena) (la blasonatura non è stata ancora caricata) (citato in BLCW) Immagine in Blasone Cesenate. |
|        | Mazza Tedeschi (Catania) 2 mazze d'armi incrociate e legate da un nastro tutto di oro su azzurro (citato in LEOM) |
|        | Mazzabella (Sicilia) D'azzurro, con un braccio vestito di verde movente dal fianco sinistro dello scudo, impugnante una mazza armata di punte d'oro alta in sbarra (citato in (32)) Notizie storiche in Famiglie nobili di Sicilia. |
|        | Mazzacane (di Sorrento) D'azzurro alla fascia arcuata d'oro sostenente un cane uscente al naturale, accompagnata da quattro stelle d'oro alias D'azzurro alla fascia d'oro accompagnata da 4 rotelle di sperone dello stesso e caricata di una celata di elmo di nero (citato in DAlena) |
|        | Mazzacane D'azzurro alla fascia d'oro caricata di un elmo di nero grigliato d'argento, accantonata da 4 rotelle d'oro, 2 in capo e 2 in punta (citato in DAlena) |
|        | Mazzacane (Salerno) Titolo: principe di Omignano, patrizio di Salerno d'azzurro alla fascia d'oro caricata di una celata di nero accompagnata da quattro rotelle d'oro (citato in (29)) elmo chiuso di profilo di nero su fascia di oro su azzurro - 4 rotelle di sperone di oro poste in doppia fascia su azzurro (citato in LEOM) |
|        | Mazzaccara o Mazzacchera (Napoli) d'azzurro al destrochero armato, impugnante uno scettro, in capo un sole nascente, sette spighe d'oro in punta di un monte di tre cime di verde. (citato in (24) – pag. 364) d'azzurro al destrochero armato, impugnante uno scettro, in capo un sole nascente in punta sette spighe d'oro su di un monte di tre cime di verde (citato in (29)) braccio destro armato di argento uscente da destra afferrante con la mano di carnagione uno scettro di oro gigliato - sole uscente dal canton sinistro del capo di oro - 3 monti al naturale uscenti dalla punta di verde cimati da - 7 spighe di oro poste a ventaglio tutto su azzurro (citato in LEOM) |
|        | Mazzacara o Mazzacchera (Molise, Napoli, Cosenza) Titolo: duca di Castelgaragnone, predicato di Ripacandida D'azzurro al destrocherio armato d'argento, movente dal fianco sinistro dello scudo ed impugnante una mazza di comando (scettro) d'oro; accompagnato in capo da un sole dello stesso, uscente dal cantone destro, ed in punta da sette spighe d'oro, disposte a ventaglio, moventi da un monte di tre cime di verde, la più alta piegata verso destra, alla fascia attraversante sui monti, d'oro (citato in DAlena) braccio destro armato uscente da destra di argento afferrante con la mano di carnagione una mazza di comando di oro su azzurro - sole di oro uscente dal cantone sinistro alto su azzurro - monte a 3 cime di verde uscente dalla punta fasciato di oro cimato da 7 spighe di oro poste a ventaglio su azzurro (citato in LEOM) |
|        | Mazzacorati (Firenze) fascia di rosso su azzurro - leone rampante di oro nascente dalla fascia tenente in destra una mazza di legno al naturale nell'atto di percuotere - un cuore di rosso posto in alto a sinistra - 3 sbarre di oro su azzurro in basso (citato in LEOM) |
|        | Mazzacorni dell'Incontri (Siena) Partito: nel 1º d'argento, all'aquila dal volo abbassato di rosso, coronata d'oro, uscente dalla partizione; nel 2º scaglionato scalinato d'azzurro e d'oro (citato in (26)) |
|        | Mazzaforti (Firenze) Di..., a tre mazze d'armi di..., poste in banda e ordinate l'una accanto all'altra; e al capo d'Angiò (citato in (26)) |
|        | Mazzagalli Corraducci (Recanati) monte a 3 cime di verde uscente dalla partizione reggente - gallo al naturale crestato e barbato di rosso su oro - 6 cuori di rosso posti in piramide rovesciata su oro - braccio destro armato di argento uscente da destra afferrante con la mano di carnagione una alabarda di argento posta in palo - 2 rose di rosso stelate e fogliate di verde poste in palo quella al basso capovolta tutto su azzurro (citato in LEOM) |
|        | Mazzagallo (Chioggia) (la blasonatura non è stata ancora caricata) (citato in Araldica gentilizia (archiviato dall'url originale il 24 settembre 2015).) |
|        | Mazzamuti (Prato) D'argento, alla crocetta patente di rosso, accostata da due lettere S dello stesso, sormontate dal segno abbreviativo (citato in (26)) |
|        | Mazzante (Sicilia) D'azzurro, con tre mazze armate di punte d'oro, accompagnate da una stella d'oro posta nel fianco destro dello scudo, e da una mezza luna rivoltata d'argento posta nel fianco sinistro (citato in (32)) Notizie storiche in Famiglie nobili di Sicilia. |
|        | Mazzanti d'azzurro al leone d'oro, tenente una spada al naturale, accompagnato in capo da 5 gigli, ordinati in fascia ed alternati da sei denti di un rastrello, il tutto d'oro (citato in (4) – Vol. II pag. 403) |
|        | Mazzanti (Firenze) D'azzurro, al sinistrocherio di carnagione, armato al naturale e tenente in banda una mazza d'arme dello stesso (citato in (26)) |
|        | Mazzanti (Pistoia) D'azzurro, a due mazze d'arme decussate d'argento, sormontate da un crescente rovesciato dello stesso (citato in (26)) |
|        | Mazzanti o Mazzanti del Lion Nero (Toscana) (DE) 1 Löwe mit der rechten Pranke 1 Keule haltend (citato in KHIF) |
|        | Mazzanti (Roma) (la blasonatura non è stata ancora caricata) (Immagine nell' Archivio Storico Capitolino (PDF).) |
|        | Mazzanti del Lion d'Oro (Firenze) D'oro, al leone di nero, tenente con la branca anteriore destra una clava dello stesso alias D'oro, al leone d'azzurro, tenente con la branca anteriore destra una clava dello stesso (citato in (26)) |
|        | Mazzapini (Toscana) (DE) In Blau 1 schwebender silberner Sechsberg, allseitig begleitet von je 1 achtstrahligen goldenen Stern (citato in KHIF) |
|        | Mazzara (Sulmona, Napoli) Titolo: marchese di Torre de' Passeri, nobili di Sulmona, barone di Schinaforte, nobili dei marchesi D'argento alla fascia di nero accompagnata in punta dalla pila rivoltata del medesimo (citato in DAlena e in (29)) fascia di nero su argento - triangolo isoscele molto acuto uscente dalla punta di nero su argento (citato in LEOM) |
|        | Mazzara (Siracusa) troncato d'azzurro e d'oro, al grembo di nero nel secondo (citato in Mango) |
|        | Mazzara (Tropea) (LA) campum ceruleum in medio satyrum cum nodoso baculo in forma caedentis (citato in BLCL) Notizie storiche in Tropea Magazine. |
|        | Mazzarella o Mazzarello (Ovada) Di verde, alla mano d'argento, vestita di rosso, nascente in banda dal cantone sinistro della punta, impugnante una mazza da guerra al naturale, alta in palo e sormontata da una corona di rosso (citato in (37)) |
|        | Mazzari Fulcini inquartato: al 1º d'argento a tre fasce d'azzurro con un avambraccio, vestito di verde, movente dal fianco sinistro sotto la fascia inferiore, e sostenente colla mano di carnagione un fascio consolare di nero, legato di rosso, la scure al naturale, esso fascio in palo, attraversante sulla fascia inferiore e sulla superiore ed attraversato dalla fascia di mezzo: tali fasce caricate da motti: Semper la superiore, Constantia, quella di mezzo e Victrix l'inferiore, scritti in lettere maiuscole romane d'oro con una stella (8) di rosso nel punto destro del capo; al 2º di azzurro al leone d'oro, tenente colle zampe anteriori e colla posteriore destra una lancia da torneo bandierata a fiamma verso sinistra; la banderuola d'argento carica di tre stelle (8) d'azzurro ordinate in fascia; al 3º d'azzurro ad un gigante ignudo d'oro in maestà, appoggiato colla gamba destra ad una colonna d'argento, la sinistra aperta e sostenente sopra la testa un arco di muro d'argento scritto del motto Fulsit a lettere maiuscole romane di nero; al 4º d'argento al melo nudrito sopra un ristretto di terreno erboso, il tutto al naturale (citato in (4) – Vol. III pag. 425) |
|        | Mazzarini d'azzurro, all'asta d'arme d'argento, posta in palo, racchiusa in un fascio di verghe d'oro, legato d'argento, e alla fascia diminuita di rosso, attraversante sopra il tutto, caricata di tre stelle (5) d'oro (citato in (5) – pag. 110) |
|        | Mazzarini (Cesena) (la blasonatura non è stata ancora caricata) (citato in BLCW) Immagine in Blasone Cesenate. |
|        | Mazzarino (Sicilia, Napoletano) d'argento, al fascio di verghe e la scure al naturale e la banda d'azzurro, caricata da tre stelle d'oro, attraversante (arma antica) (citato in Mango e in (31)) alias d'azzurro, all'ascia d'arme d'argento nel mezzo di un fascio d'oro legato d'argento, posato in palo, e una fascia di rosso broccante sul tutto, caricata di tre stelle d'oro (arma moderna) (citato in (31)) Notizie storiche in Nobili napoletani. |
|        | Mazzaroccoli (Firenze) D'argento, alla rotella di rosso caricata di due mazze d'arme decussate di nero (citato in (26)) |
|        | Mazzarolli (Monselice, Treviso) D'argento al monte di verde di tre vette caricato delle sigle {\displaystyle {\begin{vmatrix}&A&\\B&&I\\&M&\end{vmatrix}}} del campo con tre cipressi di verde nodriti sulle tre vette, i laterali sostenuti da un leoncino di rosso, quello di destra rivoltato (citato in SPRE, vol. IV, p. 511) 3 monti di verde uscenti dalla punta caricati della sigla "A,B,I,M" in lettere maiuscole di argento reggenti - 3 alberi cipressi di verde affiancati da - 2 leoni controrampanti di rosso su argento (citato in LEOM) |
|        | Mazzarosa (Lucca) Troncato d'argento e di rosso, alla rosa del secondo nel primo, e a tre ricci d'oro nel secondo, 2.1, i due affrontati; e a due mazze decussate al naturale, attraversanti sul tutto alias Troncato d'argento e di rosso, alla rosa del secondo nel primo, e a tre ricci d'oro nel secondo, 2.1, i due affrontati; e a due rami decussati al naturale, attraversanti sul tutto (citato in (26)) alias di rosso, a tre ricci rivoltati d'oro posti 2.1; al capo d'argento, alla rosa del primo; a due rami decussati al naturale, attraversanti sul tutto (Immagine nella Raccolta stemmi Trippini (JPG).) |
|        | Mazzarosa Devincenzi (Lucca) 2 bastoni incrociati di verde su troncato di argento e di rosso - rosa di rosso su argento - 3 porcospini fermi su ristretto di oro su rosso - colomba della pace in volo al naturale su argento - aquila bicipite di oro coronata dello stesso su azzurro - azzurro pieno - porcellino di nero passante su ristretto di oro su argento (citato in LEOM) |
|        | Mazzarosa Devincenzi (Lucca) 2 mazze d'arme al naturale incrociate su troncato di argento e di rosso - rosa di oro in alto su argento - 3 maiali passanti di nero posti 2,1 i 2 primi affrontati in basso su rosso - colomba della pace in volo al naturale su argento - aquila bicipite di oro su azzurro - azzurro pieno - maiale passante di nero su argento (citato in LEOM) |
|        | Mazzarotta (Napoletano) partito d'azzurro e d'argento con la divisa d'oro attraversante; nel 1° alla stella cometa, nel 2° al serpente coronato (citato in (31)) alias d'azzurro alla fascia d'oro accompagnata in capo da una stella cometa ed in punta da un serpente coronato (citato in (31)) Motto: Noli me orruscat tangere ut sidus Notizie storiche in Nobili napoletani. |
|        | Mazzatosta (Viterbo) (la blasonatura non è stata ancora caricata) (immagine dello Stemmario reale di Baviera.) |

### Mazze
| Stemma | Casato e blasonatura |
| ------ | --- |
|        | Mazzei (Pescia) Di..., al destrocherio di..., tenente tre mazze d'arme impugnate di..., e accompagnato da tre stelle a otto punte di..., ordinate in capo, e da due steli spigati decussati di..., in punta (citato in (26)) |
|        | Mazzei (Pistoia) Troncato merlato d'azzurro e d'oro (citato in (26)) troncato merlato di 4 pezzi di azzurro su 5 pezzi di oro (citato in LEOM) |
|        | Mazzei (Prato, Firenze) D'argento, alla banda di rosso caricata di tre mazze d'arme del campo, poste nel senso della pezza alias D'argento, alla banda di rosso caricata di tre mazze d'arme d'oro, poste nel senso della pezza (citato in (26)) |
|        | Mazzei (Firenze) D'argento, alla banda di rosso caricata di tre mazze d'arme di acciaio, poste nel senso della pezza (citato in (4) 3 mazze d'arme al naturale su banda di rosso su argento (citato in LEOM) alias D'oro, alla banda di rosso caricata di tre mazze d'arme al naturale, poste nel senso della pezza (Immagine nella Raccolta stemmi Trippini (JPG).) |
|        | Mazzei (Toscana) (DE) In Silber 1 roter Schrägbalken, belegt mit 3 schräggelegten silbernen Rauten (citato in KHIF) |
|        | Mazzei da Prato (Toscana) (DE) In Silber 1 roter Schrägbalken, der Figur nach belegt mit 3 goldenen Hämmern (citato in KHIF) |
|        | Mazzei da Prato (Toscana) (DE) In Blau 1 roter Schrägbalken, der Figur nach belegt mit 2 goldenen Streitkolben (citato in KHIF) |
|        | Mazzei da Prato (Toscana) (DE) In Blau 2 gekreuzte goldbebandete goldene Streitkolben (citato in KHIF) |
|        | Mazzei del Drago (Firenze) D'argento, al destrocherio di carnagione, vestito di verde, impugnante in palo una mazza d'arme al naturale alias D'argento, al destrocherio di carnagione, vestito di verde, impugnante in palo una clava al naturale alias D'argento, al sinistrocherio di carnagione, vestito di verde, impugnante in palo una mazza d'arme al naturale alias D'argento, al sinistrocherio di carnagione, vestito di verde, impugnante in palo una clava al naturale (citato in (26)) |
|        | Mazzella (Molise) D'azzurro al leone d'oro incatenato, passante su tre monti di verde, controrampante ad un braccio vestito di rosso tenente in pugno tre mazze, con in capo tre stelle di sei raggi d'argento ordinate in fascia (citato in DAlena) |
|        | Mazzeo (Messina) Titolo: marchese di San Teodoro d'azzurro, al leone coronato d'oro, e un guerriero armato al naturale, le mani e la faccia di carnagione, impugnante colla destra una mazza di nero, in atto di percuotere il leone, affrontati all'albero del suo colore, fustato d'oro, terrazzato di verde, e sormontato in capo da una stella d'oro (citato in (4) – pag. 449) d'azzurro al guerriero al naturale impugnante una mazza di nero in atto di percuotere un leone coronato d'oro all'albero di verde al fusto d'oro al terrazzo al naturale (citato in (29)) d'azzurro, al guerriero armato al naturale, le mani e la faccia di carnagione, impugnante nella destra una mazza di nero, in atto di percuotere un leone coronato d'oro, affrontati all'albero di verde, fustato d'oro, sormontato nel capo da una stella del medesimo, nodrito sovra un terrazzo al naturale (citato in Mango e in (32)) albero di verde su terrazzo al naturale su azzurro - leone rampante rivolto coronato di oro e guerriero di profilo al naturale impugnante mazza di nero in destra tutto su azzurro - stella (5 raggi) di oro in alto su azzurro (citato in LEOM) Notizie storiche in Famiglie nobili di Sicilia. |
|        | Mazzetti di azzurro alla nave d'oro, con le vele spiegate, vogante sopra un mare fluttuoso d'argento Motto: Adiuva nos, Domine Deus (citato in (11) - pag. 28) |
|        | Mazzetti o Masetti (Sicilia) d'azzurro, alla nave d'oro, a vele spiegate su un mare fluttuoso d'argento (citato in Mango e in (32)) Notizie storiche in Famiglie nobili di Sicilia. |
|        | Mazzetti (Firenze) Troncato: nel 1º di rosso pieno; nel 2º scaccato d'oro e d'azzurro alias Troncato: nel 1º di rosso pieno; nel 2º scaccato d'oro e d'azzurro, il tutto abbassato sotto il capo d'Angiò (citato in (26)) |
|        | Mazzetti (Firenze) D'argento, a due mazze d'arme decussate di rosso (citato in (26)) |
|        | Mazzetti (Pistoia) Inquartato decussato d'azzurro e d'oro, alla sbarra attraversante di rosso, attraversata a sua volta dalla banda di verde alias Inquartato decussato d'azzurro e d'oro, alla banda attraversante di verde, attraversata a sua volta dalla sbarra di rosso (citato in (26)) |
|        | Mazzetti o Massetti o Macetti (Chieri, Asti, Casale) Titolo: marchesi di Frinco; conti di Montalero, Moransengo; signori di Isolabella; consignori di Montaldo Roero, Saluggia, Valfenera Di nero, a tre maglietti d'argento Motto: Me tient - Souvenir m'en doit (citato in (28)) |

### Mazzi
| Stemma | Casato e blasonatura |
| ------ | --- |
|        | Mazzi (Firenze) D'azzurro, alla banda d'argento caricata di tre mazze d'arme al naturale, poste nel senso della pezza (citato in (26)) |
|        | Mazzi (Firenze) Di..., a tre martelli (mazzuoli) di..., 2.1; e al capo d'Angiò (citato in (26)) |
|        | Mazzi (Abruzzo) (la blasonatura non è stata ancora caricata) (citato in DAlena) |
|        | Mazzi o Mazzi della Scala (Toscana) (DE) In Blau 1 silberner Schrägbalken, der Figur nach belegt mit 2 silbernen? Morgensternen (citato in KHIF) |
|        | Mazzi del Lion d'Oro (Firenze) D'oro, alla torre d'argento cimata da una figura umana nascente di carnagione, vestita di verde e coperta di nero, e tenente con la mano destra un bastone al naturale; la torre addestrata da un leopardo rivolto, sostenuto dal terreno poggiante a destra, il tutto al naturale (citato in (26)) |
|        | Mazzieri (Firenze) Di..., a due clave poste in palo l'una accanto all'altra di... (citato in (26)) |
|        | Mazzieri (Trevi) (la blasonatura non è stata ancora caricata) Notizie storiche nel sito della Associazione Pro Trevi. |
|        | Mazzinghi (Firenze) D'azzurro, a tre mazze d'arme rovesciate d'argento, anellate di rosso, ordinate l'una accanto all'altra alias D'azzurro, a tre mazze d'arme rovesciate d'argento, anellate di rosso, ordinate l'una accanto all'altra, le mazze alternate a due crocette di rosso (citato in (26)) |
|        | Mazzinghi (Firenze) D'azzurro, a tre mazze d'arme d'argento, legate di rosso, rovesciate e ordinate l'una accanto all'altra alias D'azzurro, a tre mazze d'arme d'argento, legate di rosso, rovesciate e ordinate l'una accanto all'altra, le mazze alternate a due crocette di rosso (citato in (26)) |
|        | Mazzinghi (Livorno) D'azzurro, a tre mazze d'arme al naturale, guarnite di rosso, poste in palo basse, affiancate (citato in (26)) |
|        | Mazzinghi (Toscana) (DE) In Blau 3 senkrecht gestellte silberne Streitkolben balkenweise (citato in KHIF) |
|        | Mazzinghi (Toscana) (DE) In Blau 2 gekreuzte schwarze Morgensterne, allseitig begleitet von je 1 achtstrahligen goldenen Stern (citato in KHIF) |
|        | Mazzinghi (Pisa) 3 mazze in palo poste in fascia di argento - palla chiodata in basso su azzurro (citato in LEOM) |
|        | Mazzinghi da Signa (Firenze) D'argento, a sei palle d'azzurro, 3.2.1 (citato in (26)) |
|        | Mazzinghi del Lion d'Oro (Firenze) D'azzurro, a due mazze d'arme decussate al naturale, accantonate da quattro stelle a otto punte d'oro (citato in (26)) |
|        | Mazzini (Firenze) D'oro, al monte di sei cime d'azzurro, cimato da tre rami di rosaio al naturale, fioriti ciascuno di un pezzo di rosso, impugnati e legati dello stesso (citato in (26)) |
|        | Mazzini (Firenze) D'azzurro, alla fascia di rosso, caricata di una cometa d'oro, e accompagnata da cinque gigli dello stesso, 3.2 (citato in (26)) |
|        | Mazzini (Roma) (la blasonatura non è stata ancora caricata) (Immagine nell' Archivio Storico Capitolino (PDF).) |
|        | Mazzini (Cesena) (la blasonatura non è stata ancora caricata) (citato in BLCW) Immagine in Blasone Cesenate. |
|        | Mazziotti (Celso, Napoli, Roma) Titoli: Barone di Celso (mpr), Nobile dei baroni di Celso (mf) tagliato: il primo di rosso pieno e il secondo d'azzurro al braccio destro di carnagione, movente dal fianco sinistro dello scudo, impugnante una mazza d'armi al naturale; colla sbarra d'argento sulla partizione, carica di tre rose al naturale nel verso della pezza. (citato in (4) – (16) - (21) e in (29) 3 rose di rosso stelate e fogliate di verde su sbarra di argento nel senso della pezza su tagliato di rosso e di azzurro - braccio destro di carnagione uscente da destra afferrante una mazza d'arme al naturale posta in palo su azzurro (citato in LEOM) alias Barone del Celso e della Stella, Utile Signore di Torricelli (mpr) di rosso alla banda d'argento, caricata di tre rose del campo. (citato in (4) – (16) - (21) e in (29) alias Patrizio di Capua (mf) di verde alla banda d'oro (o d'argento) caricata di tre rose di rosso. Cimiero: un collo di cigno al naturale, tenente nel becco un nastro d'oro serpeggiante (citato in (4) – (16) - (21) e in (29)                        |
|        | Mazziotti di Celso (Celso, Napoli, Roma) Titoli: Barone (mpr), Nobile dei baroni di Celso (mf) tagliato di rosso e d'azzurro; il primo alla stella (6) d'argento; il secondo d'azzurro al braccio destro di carnagione, movente dal fianco sinistro dello scudo, impugnante una mazza d'armi al naturale; colla sbarra d'argento sulla partizione, carica di quattro rose al naturale nel verso della pezza. alias Barone di Celso (mpr), Nobile dei baroni di Celso (mf) tagliato: il primo di rosso pieno e il secondo d'azzurro al braccio destro di carnagione, movente dal fianco sinistro dello scudo, impugnante una mazza d'armi al naturale; colla sbarra d'argento sulla partizione, carica di tre rose al naturale nel verso della pezza. alias Barone del Celso e della Stella, Utile Signore di Torricelli (mpr) di rosso alla banda d'argento, caricata di tre rose del campo. alias Patrizio di Capua (mf) di verde alla banda d'oro (o d'argento) caricata di tre rose di rosso. Cimiero: un collo di cigno al naturale, tenente nel becco un nastro d'oro serpeggiante (citato in (4) – (16) - (21) |
|        | Mazzitelli (Montefalco) (la blasonatura non è stata ancora caricata) (citato in (33)) |

### Mazzo
| Stemma | Casato e blasonatura |
| ------ | --- |
|        | Mazzo (Padova) leone rampante nascente dalla troncatura di rosso afferrante con le zampe anteriori una scure al naturale su azzurro - 4 sbarre di azzurro su oro (citato in LEOM) |
|        | Mazzocchi (Firenze) D'azzurro, a due clave d'oro decussate e legate di rosso alias D'azzurro, a due clave d'oro decussate e legate di rosso, con il capo d'Angiò (citato in (26)) |
|        | Mazzocchi (Orvieto, Todi, Perugia) leone rampante di oro tenente in destra una mazza d'arme dello stesso su rosso - torre a 3 palchi merlata alla ghibellina il primo di 5 il secondo di 4 e il terzo di 3 merli su terrazzo di verde su azzurro - in alto 2 sigle in lettere maiuscole romane di oro a sinistra "AE" e a destra "MA" su azzurro (citato in LEOM) |
|        | Mazzoccolo (Napoli, Gaeta) Titolo: Barone di Roccasicura, nobile di Gaeta d'argento alla pianta di melograno fiorita al naturale, movente dalla sommità di in monte di verde a tre cime (citato in (29)) monte a 3 cime di verde uscente dalla punta reggente - una pianta di melograno fiorita di un pezzo e fruttata di 2 tutto al naturale su argento (citato in LEOM) |
|        | Mazzola (Brescia) Titolo: Nobili di Brescia troncato d'azzurro e d'oro a 3 mazze di ferro in palo 2, 1 (citato in (2) – pag. 256 e in DAlena) |
|        | Mazzola (Brescia, Poncarale) 3 mazze d'arme di nero poste in palo 2,1 su troncato di azzurro e di oro (citato in LEOM) |
|        | Mazzola (Monferrato, Asti) Titolo: consignori di Cavagnolo, Colcavagno, Montiglio, Murisengo, S. Sebastiano, Scandeluzza, Villadeati D'oro, al leone coronato, di rosso, tenente con le branche anteriori una mazza d'armi, al naturale Motto: Deus fortitudo mea (citato in (28)) |
|        | Mazzola (Torino) Troncato d'argento e di rosso, al leone dell'uno nell'altro, tenente con la branca destra una mazza d'armi, d'azzurro Motto: Diu parta (citato in (28)) |
|        | Mazzolani d'azzurro, al sinistrocherio armato d'argento, impugnante una mazza, armata di punte d'oro, alta in palo (citato in (5) - pag. 112) |
|        | Mazzolani (Cesena) (la blasonatura non è stata ancora caricata) (citato in BLCW) Immagine in Blasone Cesenate. |
|        | Mazzolani (Imola) 3 mazze d'armi al naturale poste in palo 2,1 su azzurro - tocco (cappello usato dai magistrati) di nero con risvolto di armellino su rosso - sbarrato di argento e di rosso (citato in LEOM) |
|        | Mazzoleni (Maniago) braccio destro armato al naturale uscente da destra impugnante con la mano di carnagione una mazza di legno al naturale posta in palo su partito di verde e di oro - monte a 3 cime di verde uscente dalla punta su argento (citato in LEOM) |
|        | Mazzoleni (Salò) troncato nel 1º d'azzurro a due gigli d'oro e destrocherio impugnante una mazza; nel 2º di rosso a un giglio d'oro centrale (citato in Piovanelli) |
|        | Mazzoli (Cesena) (la blasonatura non è stata ancora caricata) (citato in BLCW) Immagine in Blasone Cesenate. |
|        | Mazzolini (Roma) braccio destro armato uscente da destra al naturale afferrante con la mano di carnagione una mazza di oro in palo su rosso - aquila coronata di nero su azzurro in capo (citato in LEOM) |
|        | Mazzone (Benna) Troncato, al 1° d'argento, all'aquila coronata, di nero, al 2° di rosso, al braccio d'argento, impugnante con la mano di carnagione una clava, d'oro, movente dal lembo sinistro dello scudo Motto: Ex utroque ludo (citato in (28)) |
|        | Mazzoni (Firenze) D'azzurro, a due mazze d'arme decussate al naturale, accompagnate da due stelle a otto punte d'oro, 1.1; e al capo del campo, sostenuto da una divisa di rosso, e caricato di tre stelle a otto punte d'oro, ordinate in fascia alias D'azzurro, a due mazze d'arme decussate al naturale, accompagnate da due stelle a otto punte d'oro, 1.1; e al capo del campo, sostenuto da una divisa di rosso, e caricato di tre stelle a sei punte d'oro, ordinate in fascia alias D'azzurro, a due mazze d'arme decussate al naturale, accompagnate da due stelle a sei punte d'oro, 1.1; e al capo del campo, sostenuto da una divisa di rosso, e caricato di tre stelle a otto punte d'oro, ordinate in fascia alias D'azzurro, a due mazze d'arme decussate al naturale, accompagnate da due stelle a sei punte d'oro, 1.1; e al capo del campo, sostenuto da una divisa di rosso, e caricato di tre stelle a sei punte d'oro, ordinate in fascia (citato in (26)) |
|        | Mazzoni (Firenze) Inquartato: nel 1º e 4º fasciato ondato d'argento, di rosso e d'azzurro; nel 2º e 3º d'azzurro, al crescente rivolto d'argento (citato in (26)) |
|        | Mazzoni (Livorno) Inquartato: nel 1º e 4º di verde, allo scettro posto in palo d'argento, accollato da un nastro di rosso; nel 2º e 3º pure di verde, a tre filetti (o fasce diminuite) ondati posti in fascia, il centrale d'argento e gli altri di rosso (citato in (26)) |
|        | Mazzoni (Prato, Livorno) Di rosso, al sinistrocherio armato al naturale, impugnante due mazze d'arme dello stesso; e al capo d'azzurro sostenuto da una divisa d'oro, caricato di tre stelle a otto punte dello stesso (citato in (26)) |
|        | Mazzoni (Livorno) fascia di oro su troncato di azzurro e di rosso - 3 stelle (8 raggi) di oro poste 1,2 su azzurro - braccio destro armato al naturale ristretto mano di carnagione verso di destra afferrante 2 mazze incrociate al naturale su rosso (citato in LEOM) |
|        | Mazzoni (Prato) D'azzurro, al destrocherio di carnagione, vestito di rosso, tenente una bilancia d'oro (citato in (26)) avambraccio destro uscente da destra vestito di rosso afferrante con la mano di carnagione una bilancia di oro su azzurro (citato in LEOM) |
|        | Mazzoni (Volterra) D'oro, alla fascia di rosso caricata di tre stelle a otto punte del campo, accompagnata in capo da un'aquila bicipite spiegata di nero nascente dalla fascia stessa, e in punta da un sinistrocherio di carnagione, vestito di verde, tenente in palo un martello al naturale (citato in (26)) |
|        | Mazzoni (Toscana) 3 stelle (8 raggi) di oro su fascia di rosso su oro - aquila bicipite di nero nascente dalla fascia su oro - braccio destro uscente da sinistra vestito di verde afferrante con la mano di carnagione martello in palo di nero su oro (citato in LEOM) |
|        | Mazzoni (Modena, Velletri) Giglio (citato in DAlena) |
|        | Mazzoni (Bologna) 2 mazze d'arme incrociate e legate da una catena tutto di argento su azzurro - accantonate da 4 stelle (8 raggi) di argento su azzurro (citato in LEOM) |
|        | Mazzoni (Bologna) fascia di argento su troncato di azzurro e di rosso - 3 gigli di oro posti 1,2 su azzurro - braccio destro uscente da destra vestito di argento afferrante con la mano di carnagione una mazza d'arme al naturale in palo su rosso (citato in LEOM) |
|        | Mazzoni (Cesena) (la blasonatura non è stata ancora caricata) (citato in BLCW) Immagine in Blasone Cesenate. |
|        | Mazzoni Zarini Martini (Prato, Livorno) fascia di oro su troncato di azzurro e di rosso - 3 stelle (8 raggi) di oro poste 1,2 su azzurro - braccio destro armato al naturale ristretto mano di carnagione verso di destra afferrante 2 mazze incrociate al naturale su rosso - vaso di oro su fascia di rosso bordata di oro su azzurro - 3 cerchi di oro posti 2,1 sormontati da cometa di oro posta in fascia coda a sinistra su azzurro in alto - lettera Z maiuscola di oro su azzurro in basso - monte a 3 cime di oro uscente dalla punta cimato da - 3 fiori dello stesso posti a ventaglio su azzurro (citato in LEOM) |
|        | Mazzonis (Torino) Titolo: baroni di Pralafera D'oro, al leone di rosso, con la coda biforcata, coronato d'argento, tenente con le branche anteriori una mazza d'armi, al naturale, inclinata in sbarra, con il capo d'argento, sostenuto d'azzurro, e carico di una pianticella di cotone sradicata, fiorita e fogliata al naturale (citato in (28)) leone rampante coda bifida di rosso coronato di argento mazza d'arme al naturale in sbarra tra le anteriori su oro - pianticella di cotone al naturale su argento in capo - trangla di azzurro (citato in LEOM) Motto: Labor et honor |
|        | Mazzonis (Torino) leone rampante coda bifida di rosso coronato di argento afferrante con le zampe anteriori una mazza d'arme al naturale posta in sbarra su oro - pianticella di cotone al naturale su argento in capo (citato in LEOM) |
|        | Mazzotti (Cesena) (la blasonatura non è stata ancora caricata) (citato in BLCW) Immagine in Blasone Cesenate. |
|        | Mazzotti Biancinelli o Mazzotti Biancinelli Faglia (Chiari, Milano) leone rampante di oro afferrante con la zampe anteriori una mazza ferrata al naturale su azzurro - stella (5 raggi) di oro posta nel canton sinistro del capo su azzurro (citato in LEOM) |

### Mazzu
| Stemma | Casato e blasonatura |
| ------ | --- |
|        | Mazzuca d'azzurro al leone impugnante con le zampe anteriori una mazza da guerra, il tutto di color oro, sormontato da un arco a otto mattoni di color rosso di cui sei pieni, accompagnato in capo da tre stelle d'oro a cinque punte male ordinate. Il leone fermo sulla vetta di un monte di tre colli all'italiana di color verde, movente dalla punta dello scudo (citato in "Casati albanesi in Calabria e Sicilia" di Raffaele Patitucci D'Alifera Patitari, estratto da "Rivista Storica Calabrese" N.S. X-XI NN 1-4, 1989-1990.) |
|        | Mazzucchelli (Milano) d'azzurro, al cavaliere al naturale, coperto il capo da un elmo alla romana, colla cresta di rosso, tenente un mazzapicchio al naturale in banda, e montato sopra un cavallo bajo galoppante, brigliato di rosso, gualdrappato d'oro (citato in (2) – pag. 362 e in DAlena) |
|        | Mazzuchelli Maroli (Roma, Vienna) leone rampante di oro afferrante con la destra una mazza di oro a forma di stella (8 raggi) su rosso - capo di San Marco (citato in LEOM) |
|        | Mazzucchetti (Quittengo) Di rosso, alla mazza d'oro, sostenuta da due leoni controrampanti, dello stesso (citato in (28)) |
|        | Mazzucchi (Firenze) Di..., al destrocherio vestito di..., impugnante in sbarra una mazza d'arme di..., e accompagnato nel cantone destro del capo da una stella a otto punte di... alias Di..., al destrocherio armato di..., impugnante in sbarra una mazza d'arme di..., e accompagnato nel cantone destro del capo da una stella a otto punte di... (citato in (26)) |
|        | Mazzucchi o Mazzocchi o Mazzocco (Cherasco) Di rosso, al braccio armato, tenente una mazza d'armi, d'argento Motto: Nihil deest timentibus Deum (citato in (28)) |
|        | Mazzucchi o Mazzocchi o Mazzocco (Torino) Di rosso, a tre mazze d'oro (citato in (28)) |
|        | Mazzucchi o Mazzocchi o Mazzocco (Cavaglià, Ivrea) Troncato, al 1° di rosso, al basilisco d'oro, al 2° inquartato d'oro e d'azzurro Motto: Nihil deest timentibus Deum (citato in (28)) |
|        | Mazzucconi (Firenze) D'oro, al destrocherio armato al naturale, impugnante una mazza d'arme dello stesso alias D'oro, al sinistrocherio armato al naturale, impugnante una mazza d'arme dello stesso (citato in (26)) |
|        | Mazzucconi (Toscana) (DE) Über 1 blauen Schildfuß, darin 1 linksgewendeter schreitender silberner Vogel, in Silber 1 aus dem rechten Schildrand hervorkommender geharnischter Linkarm, 1 silbernen Speer haltend, dieser unten überdeckt von 1 grünbeblätterten goldenen Birne (citato in KHIF) |
|        | Mazzuchi (Ovada) D'azzurro, al braccio d'argento, vestito da una corta manica di rosso, impugnante un martello al naturale posto in banda, nell'atto di battere una testa umana d'argento, adagiata su un'incudine di verde (citato in (37)) |
|        | Mazzuoli (Firenze) Di..., a due martelli decussati di..., e al capo di Malta (citato in (26)) |
|        | Mazzuoli (Firenze) Di..., a tre scaglioni di..., accompagnati da tre stelle a otto punte di..., 2.1 (citato in (26)) |
|        | Mazzuoli (Città della Pieve, Roma) fascia di oro su azzurro - fenice al naturale sulla sua immortalità di rosso posta sulla destra della fascia mirante - sole raggiante di oro in alto a sinistra su azzurro - monte a 3 cime di oro uscente dalla punta su azzurro (citato in LEOM) |